# Gravures rupestres de la région d'El-Bayadh
Les gravures rupestres de la région d'El-Bayadh (Algérie) sont des gravures rupestres du Sud-oranais d'âge néolithique. Au long de l'Atlas saharien elles font suite, à l'ouest, aux gravures rupestres de la région de Figuig et à celles de région d'Ain Sefra et précèdent, à l'est, celles de la région d'Aflou puis de la région de Tiaret. Des gravures comparables ont été décrites, plus à l'est encore, dans la région de Djelfa au sud d'Alger, dans le Constantinois, ainsi que plus au sud dans la région de Taghit.

## Historique
Moins célèbres que les figurations du Tassili les gravures du Sud-oranais, découvertes en 1847 à Tiout, font cependant l'objet d'études dès 1849. Les travaux les plus importants sont notamment dus à Auguste Pomel (de 1893 à 1898), Stéphane Gsell (de 1901 à 1927), Georges-Barthélemy Médéric Flamand (de 1892 à 1921), Leo Frobenius et Hugo Obermaier (en 1925), l'Abbé Henri Breuil (de 1931 à 1957), Léonce Joleaud (de 1918 à 1938), Raymond Vaufrey (de 1935 à 1955). Des travaux plus récents et complets sont connus notamment ceux de Malika Hachid (nombreux travaux de terrain, inventaires et publications depuis 1979), du Père François Cominardi (1979), de J. Iliou (1980), de Paul Huard et Léone Allard-Huard (1980).
En 1955 puis en 1964, Henri Lhote effectue des séjours de plusieurs mois dans la région, qui lui permettent de compléter les recherches précédentes, d'ajouter des centaines de descriptions nouvelles et de publier en 1970 Les gravures rupestres du Sud-oranais dans la série des « Mémoires du Centre de recherches anthropologiques préhistoriques et ethnographiques » (CRAPE) dirigé à Alger par Mouloud Mammeri (Arts et Métiers graphiques, Paris, 210 pages et reproductions photographiques). Des travaux plus récents et complets sont connus notamment ceux de Malika Hachid (nombreux travaux de terrain, inventaires et publications depuis 1979), du Père François Cominardi (1919), de J. Iliou (1980), de Paul Huard et Léone Allard-Huard (1980).

## Localisations et descriptions
« On ne peut qu'être d'accord avec ce vieux nomade à qui je demandais s'il connaissait des hadjrat mektouba (pierres écrites), et qui me répondit, en désignant d'un geste circulaire toute la région : Hadi, bled el ketba (c'est le pays de l'écriture) », écrit F. Cominardi.

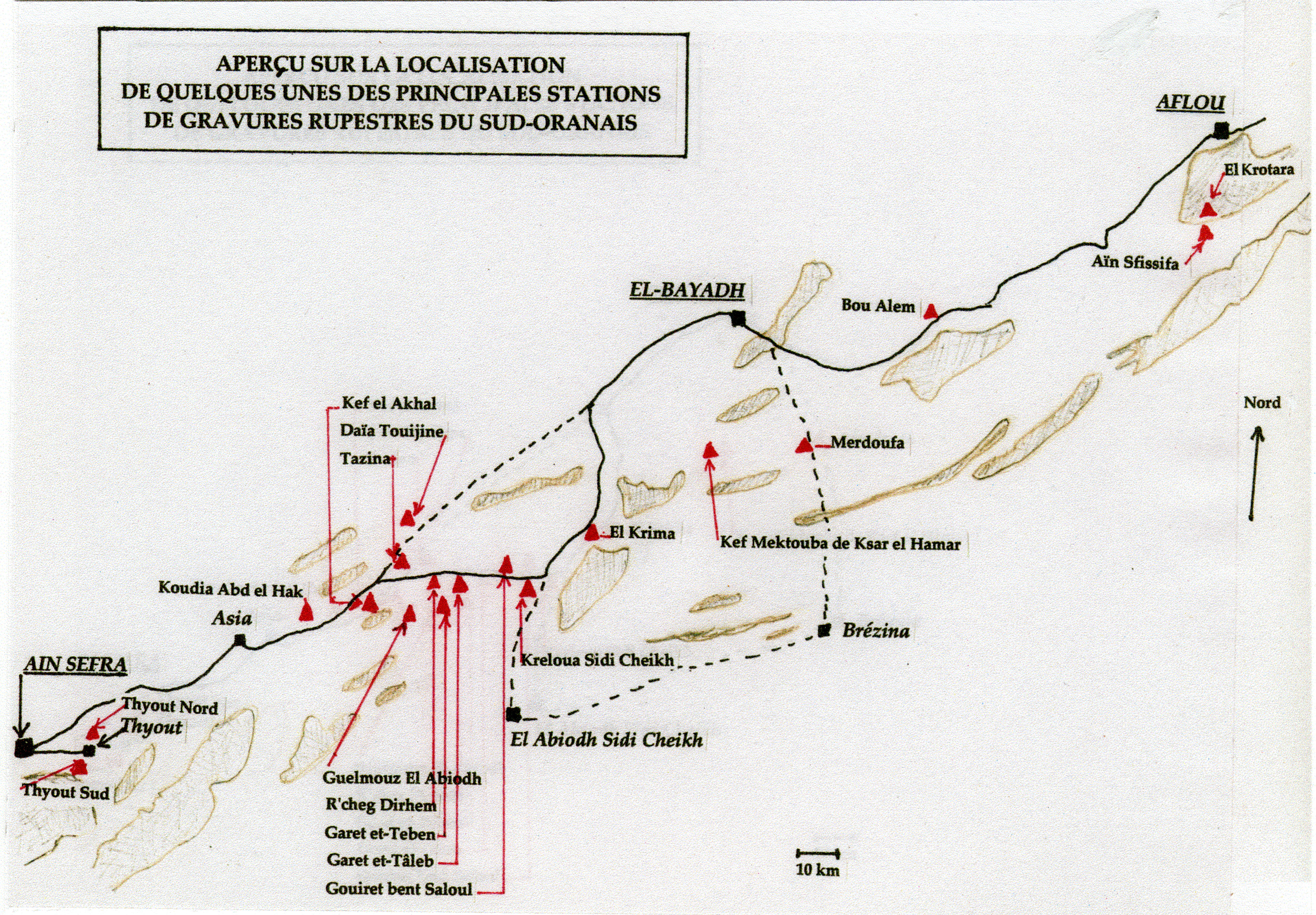
Aperçu sur la localisation de quelques-unes des principales stations de gravures rupestres du Sud-oranais.

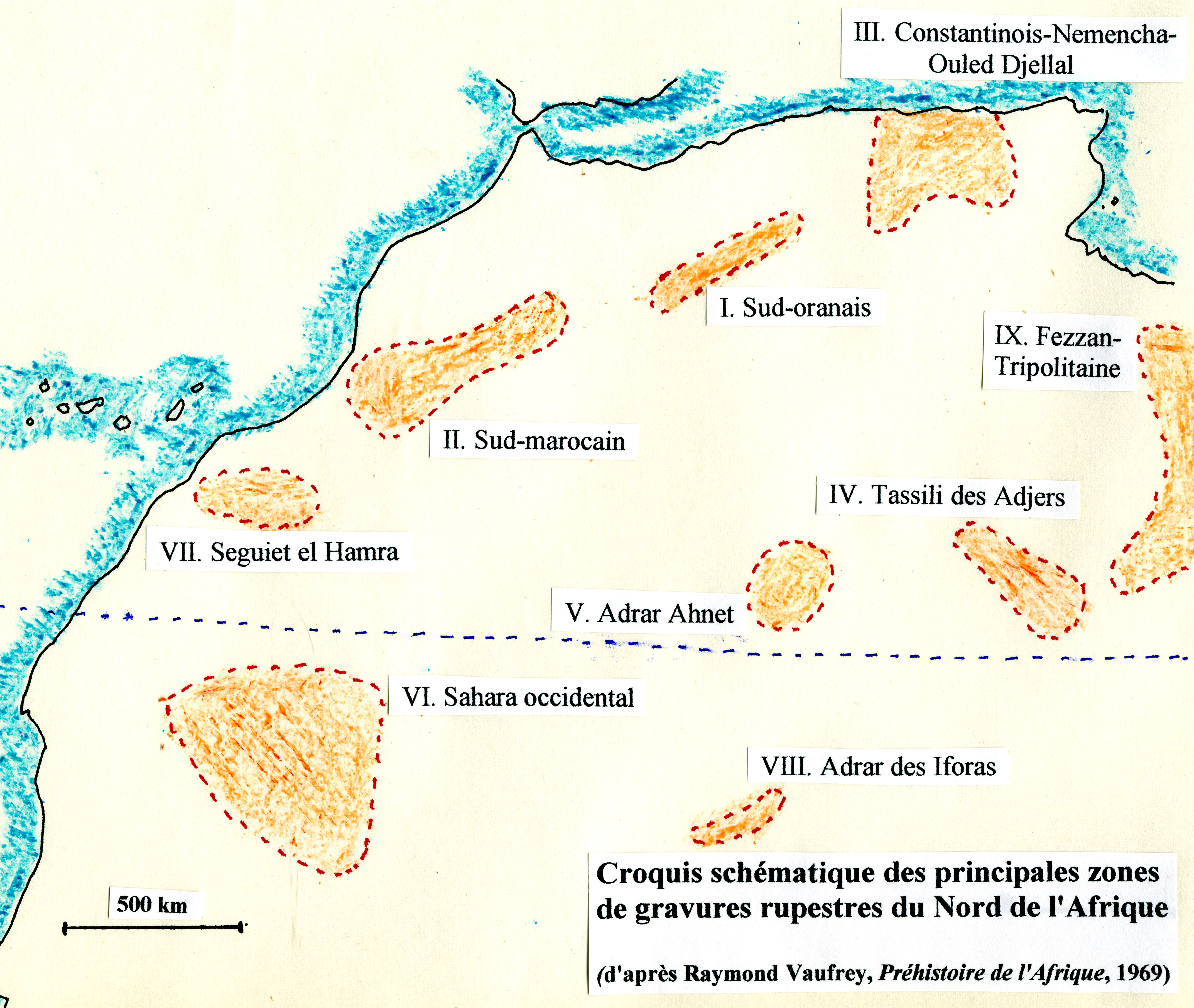
Principales zones de gravures rupestres d'Afrique du Nord.

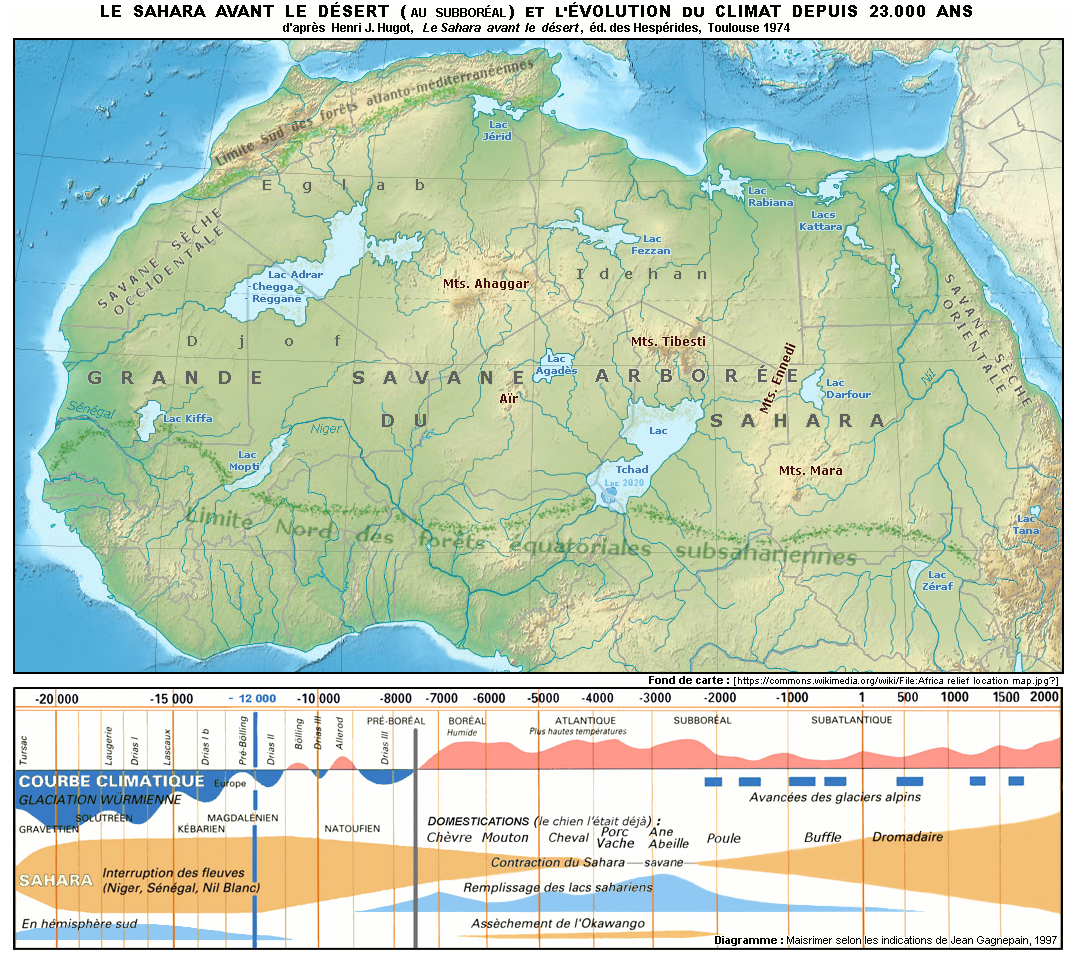
Le « Sahara vert » : la végétation était de type savane arborée et la faune, attestée par les restes fossiles et l'art rupestre, comprenait des autruches, des gazelles, des bovins, des girafes, des rhinocéros, des éléphants, des hippopotames, des crocodiles…

D'ouest en est, entre Figuig et les environs d'Aflou, Henri Lhote recense en les numérotant 69 stations. 31 d'entre elles sont situées dans la région d'El-Bayadh (no 19 à 58). Les indications données sur la localisation des sites étant parfois allusives, les distances évaluées en « heures de cheval », elles ont été éventuellement précisées à partir d'observations directes effectuées au long des années 1970.

### À l'ouest d'El-Bayadh
Sur la route Ain Sefra-El-Bayadh, depuis le village d'Asla jusqu'au croisement avec l'ancienne piste pour El-Bayadh (environ 65 km)

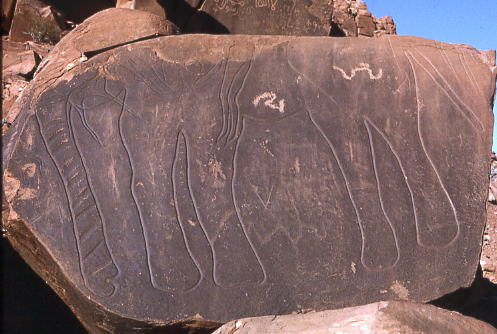
Koudia Abd El Hak, éléphant, antilope et personnage, superpositions

Koudia Abd el Hak (19) : une trentaine de kilomètres après la sortie du village d'Asla, sur un rocher isolé à quelques centaines de mètres au nord de cette route, un grand éléphant incomplet de style bubalin (découvert par Flamand en 1892) est accompagné de plusieurs personnages et antilopes de « style de Tazina ». On y rencontre l'une des rares représentations de girafe du Sud-oranais (trait piqueté).
La station est particulièrement importante car elle manifeste des superpositions dans les gravures, l'éléphant naturaliste recoupant une antilope de style de Tazina alors qu'une autre recoupe un personnage de même style que l'éléphant.
Bou Semghoum : le secteur, dont l'axe est la piste partant de Chellala, compte nombre de stations dont cinq ont été publiées. On y rencontre des buffles et une scène de chasse dans laquelle un chasseur frappe avec sa hache un éléphant au jarret.
Kef Rahla (20) : une quinzaine de kilomètres plus loin vers El-Bayadh, à environ deux kilomètres au sud de la route et au bord du Djebel Mezroua, deux séries distinctes de gravures sont composées pour l'une d'un motif de 5 mètres de long dont une sorte de guirlande borde la partie inférieure, l'autre de gravures libyco-berbères plus récentes.
Markar el Hamar (21) : une dizaine de kilomètres encore plus loin, sur un rocher au nord de la route, un félin est gravé dans un style schématique.
Du croisement de la route Ain Sefra-El Bayadh et de l'ancienne piste jusqu'à l'embranchement de la route vers El Abiodh Sidi Cheihh (environ 60 km)

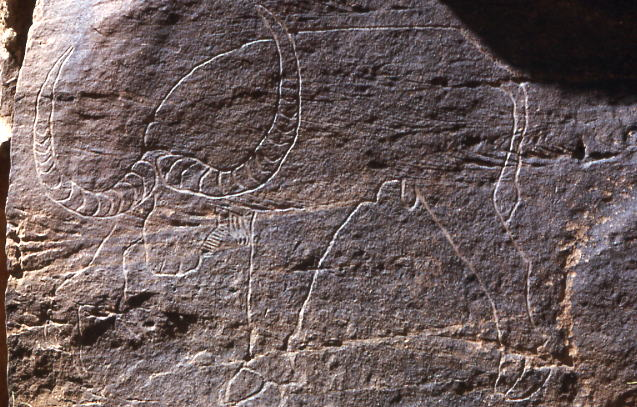
Kef el Akhal, grand bubale

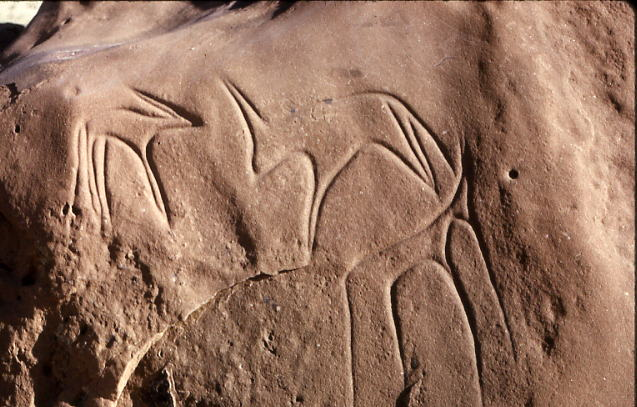
Tazina, antilopes (L: 92 cm).

Kef el Akhal (22) : une dizaine de kilomètres plus loin, quasiment au niveau (au sud) de l'intersection entre la route Ain Sefra-El-Bayadh et de l'ancienne piste (contournant le Djebel Guerdjouma par le nord), la station, signalée dès 1892, présente la figuration de quatre bubales de grandes dimensions particulièrement caractéristiques, dont l'un précédé par un canidé et associé à un petit personnage aux bras levés.

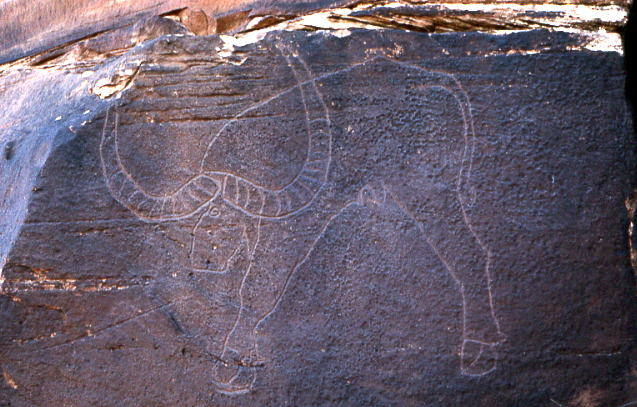
Kef el Akhal, bubale
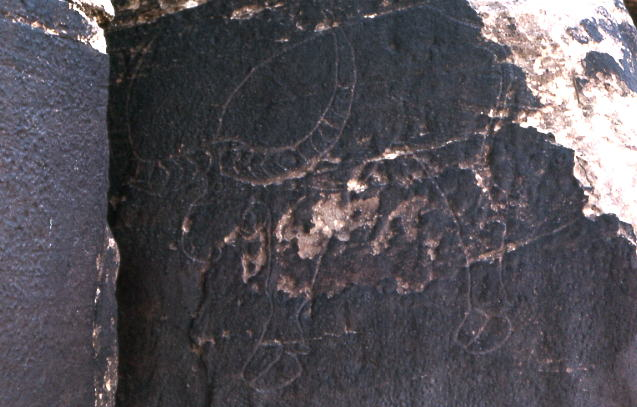
Kef el Akhal, bubale
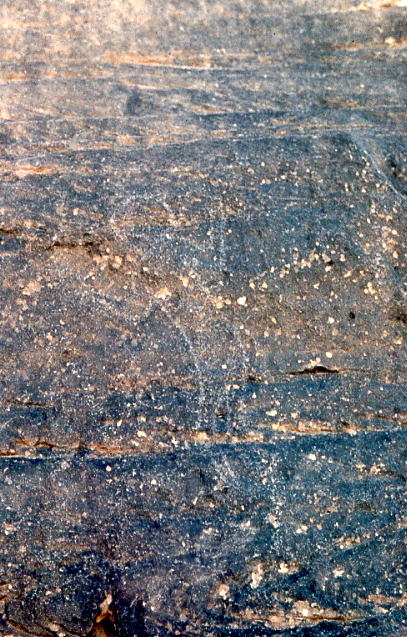
Kef el Akhal, personnage

Tout un ensemble de stations se situe, au-delà, au nord de la route Aïn-Sefra-El-Bayadh.
Trik el Beïda, à une journée de marche au nord de Tazina. Un buffle y porte un disque entre les cornes. Pour Paul Huard et Léone Allard-Huard « il s'agit d'une oeuvre de style indigent, assurément
l'une des dernières représentations de l'espèce » bien que le disque frontal soit « d'un trait culturel des Chasseurs anciens ».
Tazina (23) : en face de Kef el Akhal, au sud de l'ancienne route, sur trois rochers isolés parmi de nombreuses gravures de petites dimensions (entre 20 et 90 cm), un éléphant et des antilopes côtoient des béliers à sphéroïde et un bovidé. Le « style de Tazina » se caractérise par des représentations (antilopes, béliers et bovins domestiqués) naturalistes de petites dimensions, largement stylisées, les membres en étant très lons et effilés.

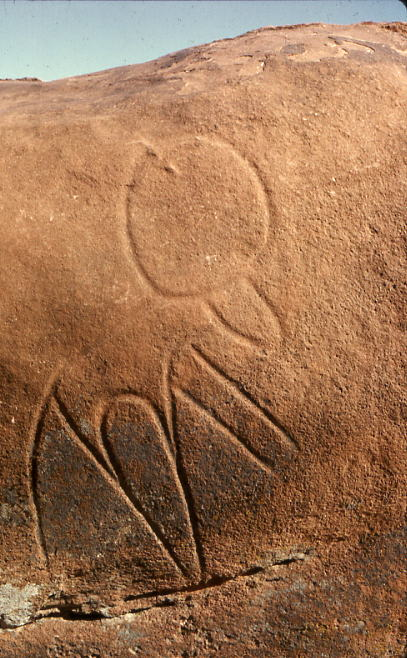
Tazina (L:46 cm)
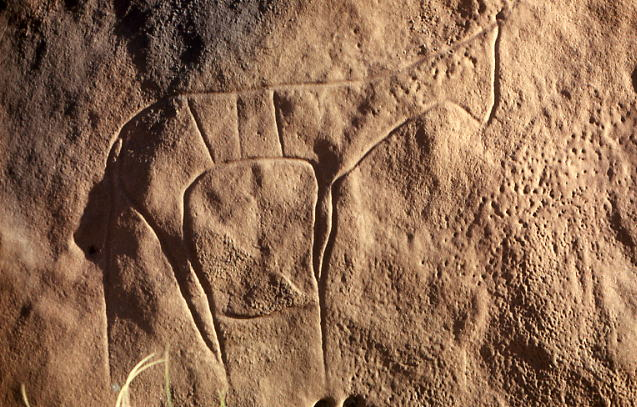
Tazina (L:80 cm)
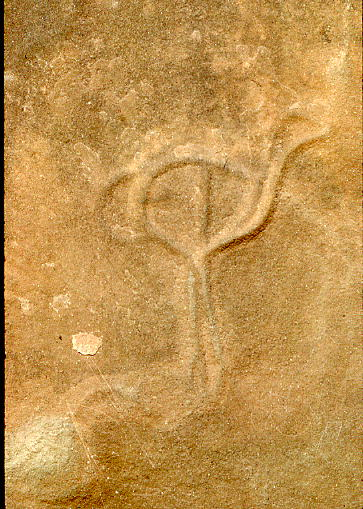
Daïa Touijine, autruche (H: 49 cm)
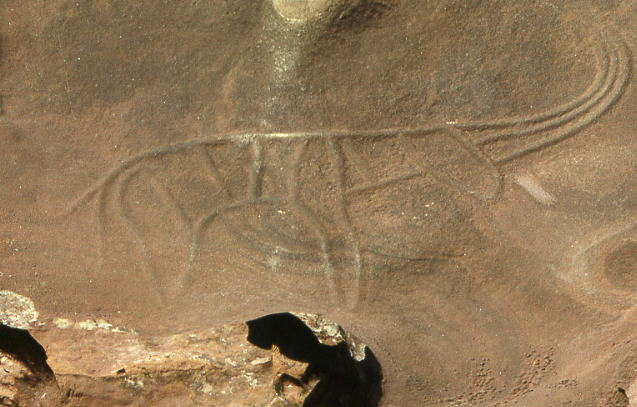
Daïa Touijine (L: 114 cm)

Goulib et-Tsour (24) : à environ trois kilomètres à l'ouest de Tazina et cinq de la Chebka Dirhem, le site se compose d'une dizaine de gravures, antilopes, autruche, éléphant, dans le style de Tazina.
Daïa Touijine (25): à une quinzaine de kilomètres, depuis l'embranchement, sur l'ancienne piste d'El-Bayadh (au nord), un grand bubale altéré et un plus petit côtoient une autruche et des mammifères dans le style de Tazina.

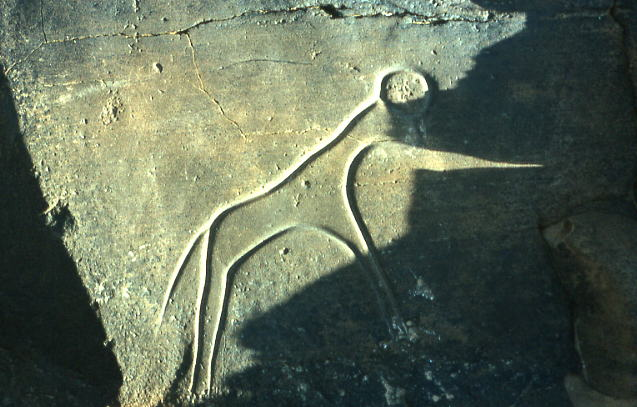
Chebka Dirhem, bélier à sphéroïde (L: 17 cm)

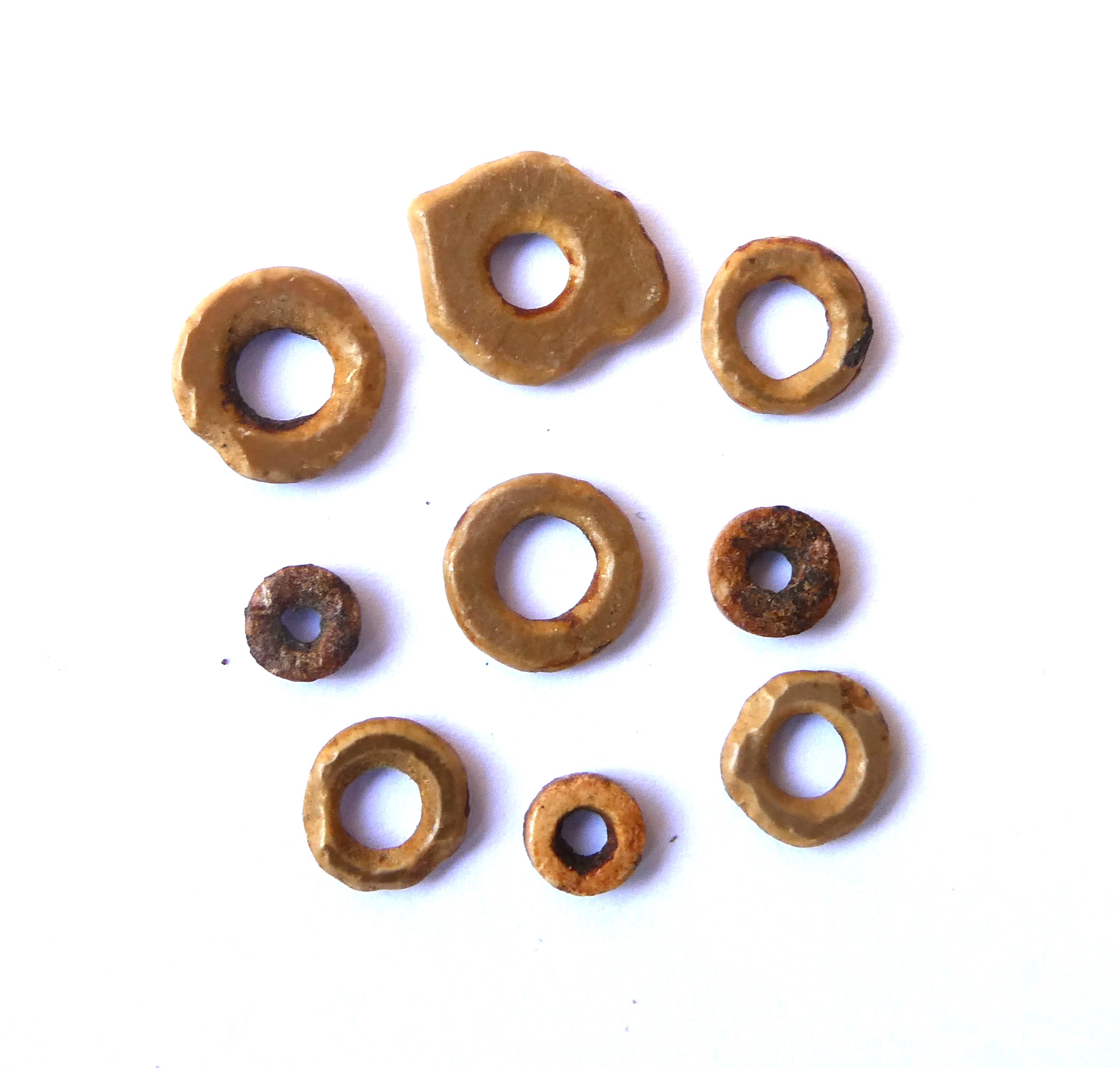
Chebka Dirhem, perles en coquille d'oeuf d'autruche

Gara Dirhem et Chebka Dirhem (26 et 27) : cinq kilomètres plus loin, au niveau de l'oued Dirhem (c'est-à-dire 2 km à l'est de la borne PK 95, Aïn-Sefra 95 km / El-Bayadh 109 km), aux environs de la route au nord, sur la rive droite de l'oued Dirhem, une trentaine de gravures, au long de quatre stations échelonnées sur 3,9 km, antilopes, caballins, autruche, rhinocéros, éléphant, petit bubale et bovidé, sont caractéristiques du style de Tazina. Une bonne part des gravures se sont trouvées détruites lors de l'extraction de pierres à bâtir. On trouve sur le sol des perles en coquille d'œuf d'autruche.
Atrafa foum Foug (28) : quelques kilomètres au nord des précédentes stations, présente un petit ensemble d'antilopes ou gazelles dans le style de Tazina.
Feidj Naam (29) : plus au nord encore, parmi une vingtaine de gravures, antilopes, bubales, cheval, lion, un orant masqué (81 cm) est associé à un bélier à disque.
D'autres stations se situent au sud de la route Ain Sefra-El-Bayadh.

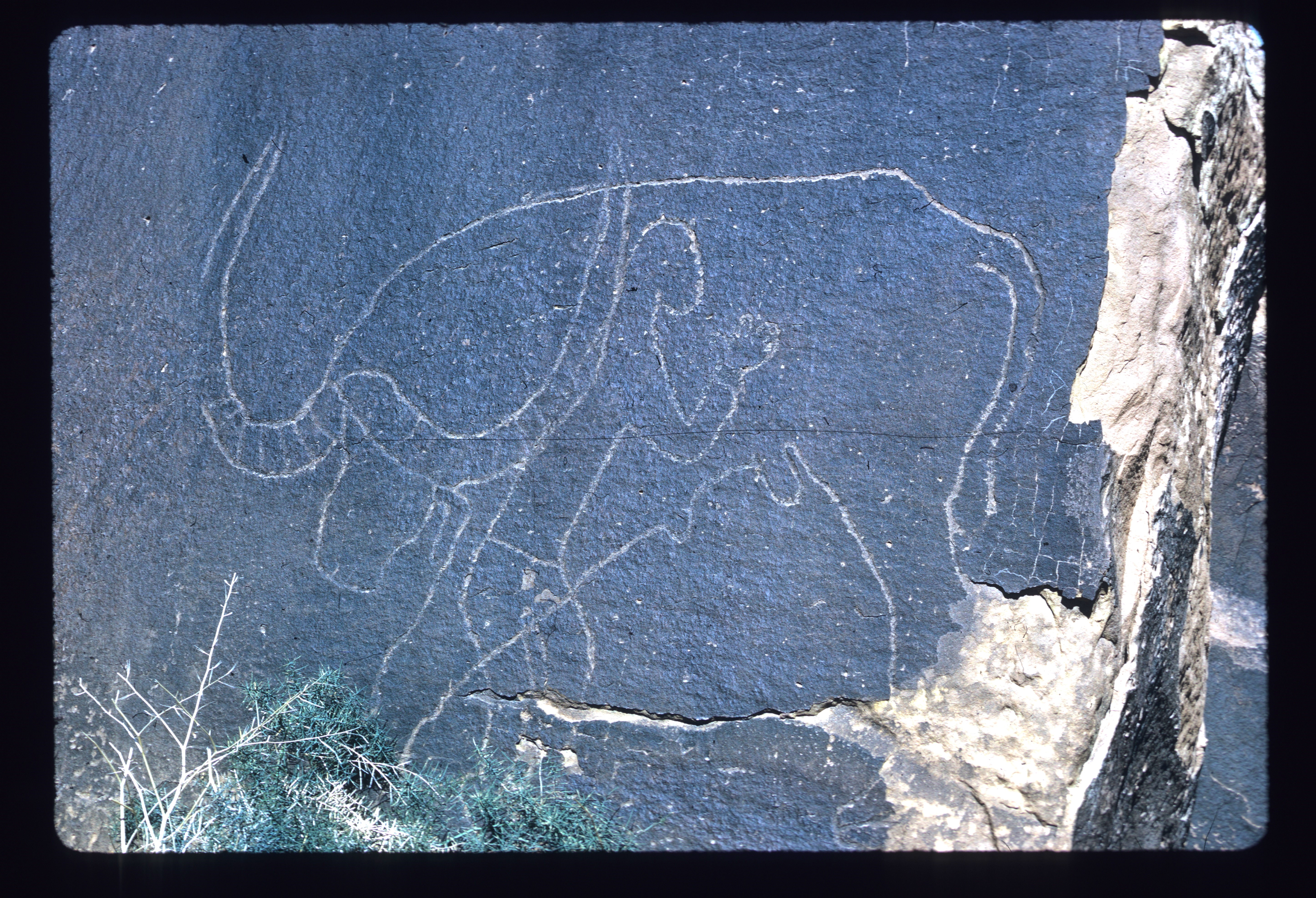
R'cheg Dirhem, bubale et personnage (L: 180 cm)

R'cheg Dirhem (30) en est l'une des plus importantes.  Sur la route d'El-Bayadh elle se trouve à 20 km avant l'embranchement pour El Abiodh Sidi Cheikh, à environ 2 km au sud, sur la rive gauche de l'oued Dirhem. En un très bel ensemble découvert par Lhote en 1955, un personnage lève le bras, comme placé devant un bubale à profil relatif d'environ 1,80 m de longueur. La composition, selon Lhote, accuse « cette maladresse manifeste à reproduire les sujets humains dont faisaient preuve les graveurs du Sud oranais, alors qu'ils excellaient dans l'art animalier ».
Un peu en surplomb apparaît sur un autre rocher un groupe de deux personnages côte à côte, dont l'un constitue l'un des plus remarquables de toute la région, l'autre, à droite, en semblant une imitation grossière. Pour le premier, de profil europoïde au nez court, « la chevelure est indiquée par des mouchetures et tombe en nattes sur le devant et sur la nuque. L'homme porte une barbiche pointue. (…) À noter aussi la présence d'un anneau au bras droit, rappelant celui que portent encore les Touaregs et dont l'usage est attesté dans le néolithique saharien. », observe Lhote. L'homme porte au flanc un objet allongé et au-dessous de lui, en piqueté léger, pend une queue postiche ou un pagne.
Un autre grand bubale, un rhinocéros de plus de 2 mètres dont il ne demeure guère que la tête, le plus grand actuellement connu, un éléphant (de plus de 2 mètres) et deux béliers à sphéroïde surmontés de plumes, avec un collier, sont altérés. D'autres gravures de petites dimensions, notamment un caballin, s'apparentent au style de Tazina.

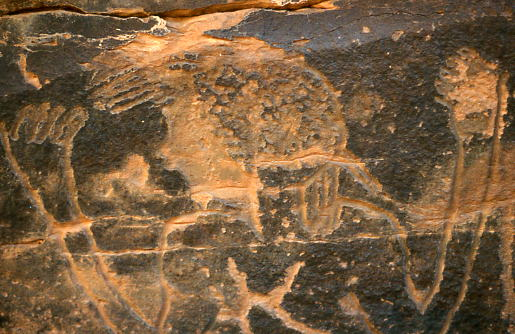
R'cheg Dirhem, détail (L: 57 cm)

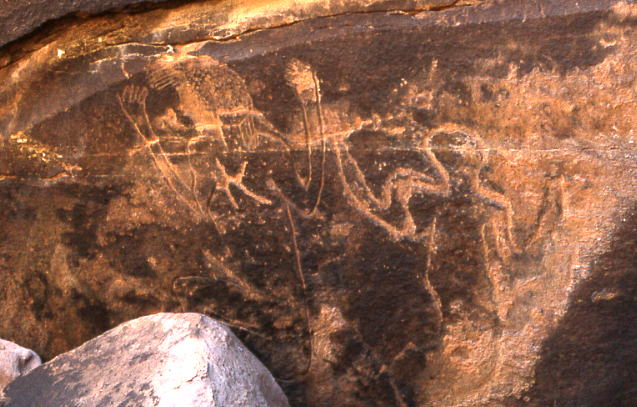
R'cheg Dirhem, deux personnages (L:113 cm)
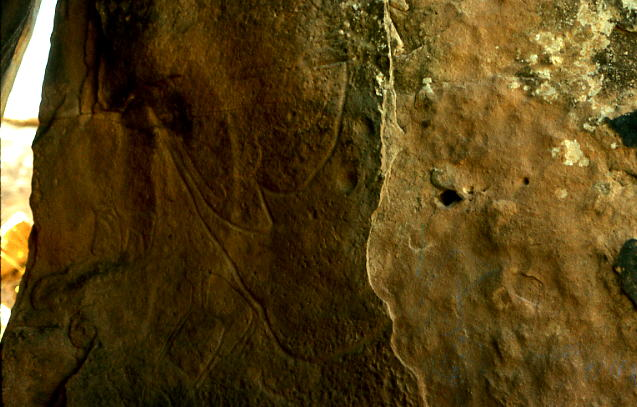
R'cheg Dirhem, rhinocéros, détail (L totale:208 cm)
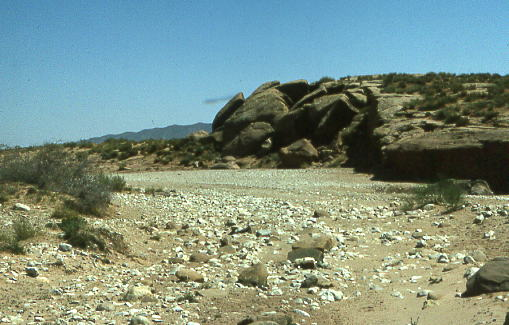
le site de R'cheg Dirhem

Rosfat el Hamra men et-That (31), toujours au sud de la route : dans la cinquantaine de gravures de cette station située au bord est du Djebel Mezroua, on peut selon Lhote distinguer cinq étages : 1/ l'étage bubalin de grandes dimensions (représenté par un bubale, des éléphants, asiniens, ovidés, autruches et un chasseur à l'arc); 2/ un deuxième avec des orants accroupis ou debout, associés avec des félins et des autruches; 3/ un étage plus tardif encore (ovidés et bovidés); 4/ un étage de chars; 5/ l'étage libyco-punique (graffitis).
Mouchgueug (32) : un monumental éléphant (310 cm) est d'un dessin assez grossier que l'on rattache au style de Tazina. On y trouve aussi des béliers, un personnage de style schématique et une gravure énigmatique d'ovidés accolés (« siamois »). D'autres gravures (homme et lion, autruche, bovidés plus récents) sont disséminées dans les alentours (33 et 34).
Guelmouz el Abiodh (35): à quelques kilomètres des quatre stations précédentes, plus précisément à 5,6 km après l'Oued Dirhem sur la route El-Bayah-Ain Sefra (en direction d'Ain Sefra), en suivant une piste au sud sur 6,2 km, le site est composé de nombreuses gravures (bubale, autruches, antilopes, orant à phallus). La figure la plus célèbre est celle d'une panthère (ou léopard). Le trait profond y est soigneusement poli, le pelage représenté par un quadrillage minutieux.

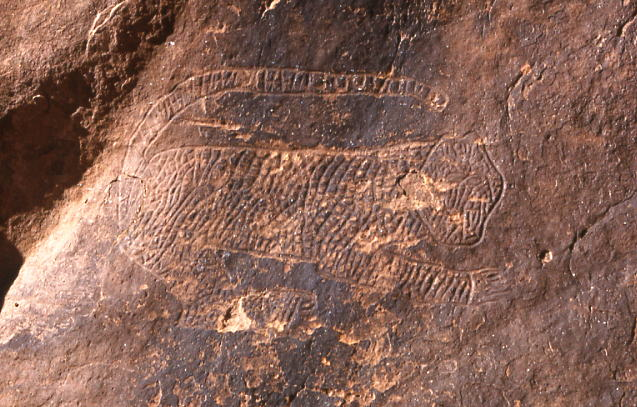
Guelmouz El Abiodh, panthère (L: 125 cm)

1 km plus loin sur des rochers détachés, l'ensemble du corps d’une remarquable panthère (1,15 m de long) se trouve quadrillé. Henri Lhote, qui la rapporte à l'étage bubalin de grandes dimensions, juge qu'elle est « la plus belle gravure de fauve de tout le Sud-oranais ».

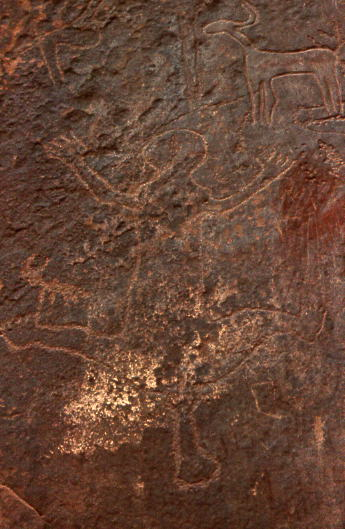
Guelmouz El Abiodh, orant à phallus (L:50 cm)
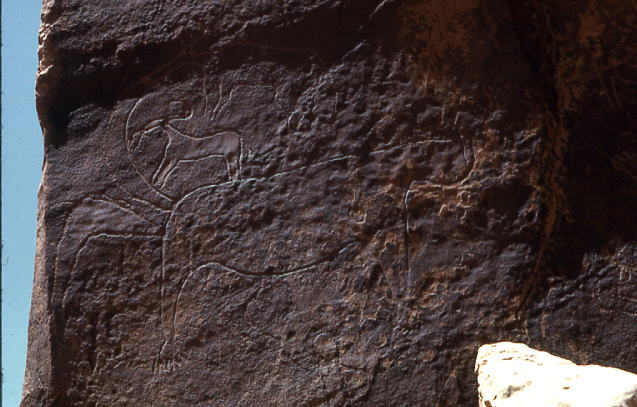
Guelmouz El Abiodh, lion et haches, antilopes (L: 130 cm)

Garet Samouta (36): à environ une demi-heure de marche à l'ouest de la Garet et-Tâleb, un groupe de gravures de qualité inférieure côtoie un autre de la période dite libyco-berbère.
Garet et-Teben (37) : à 1 km après Guelmouz, en suivant l'embranchement à gauche, sur le premier kef à droite, deux éléphants de plus de deux mètres de longueur et un grand bubale (en profil relatif mais ayant les deux yeux marqués) sont de qualité esthétique moindre.

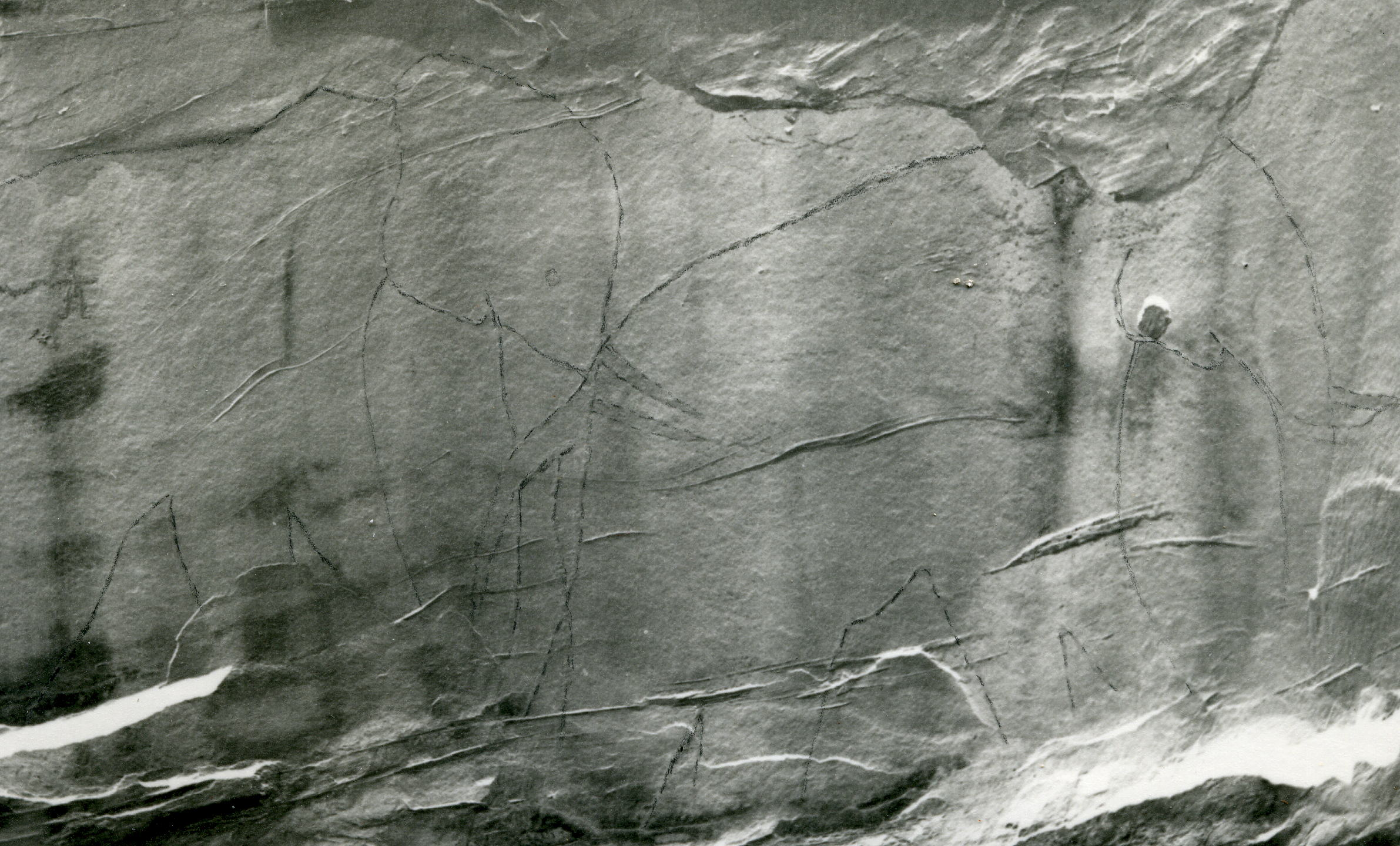
Garet et-teben, éléphants (L: 200 et 267 cm)

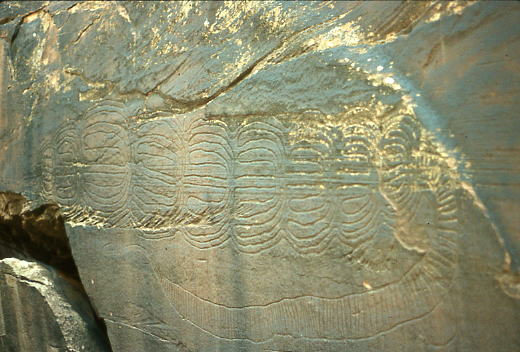
Garet et-Tâleb, animal mythique (L: 600 cm

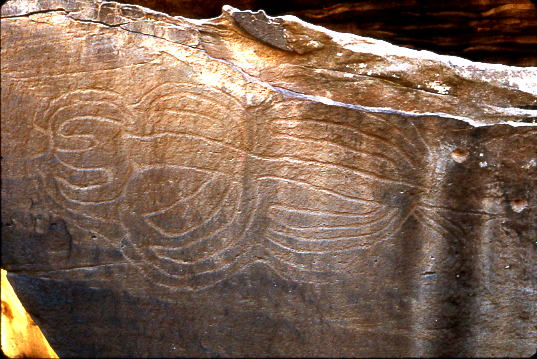
Garet et-Tâleb, autre animal mythique

Garet et-Tâleb (38) (« Colline du savant »), à 2 km de l'oued Dirhem dans la direction d'El Bayadh, vers le kilopètre 545, est situé sur une piste au sud à 7 km vers le Djebel Bou Sbaa.
Un « scorpion » de près de six mètres de long, en fait un « animal mythique », y constitue, dans un étroit couloir, l'une des gravures les plus monumentales et les plus harmonieuses de la région. L'exécution technique, qui a dû exiger un travail considérable, est particulièrement soignée.
L'animal est composé de gauche à droite de huit groupes d'organes successifs, ordonnés comme des guirlandes festonnées autour d'un tube digestif portant à son ouverture des extrémités arrondies. Sa partie postérieure est prolongée par une queue annelée, revenant de droite à gauche sous le corps, terminée par un organe filiforme. L'ensemble présente des analogies avec certaines larves aquatiques.
Lhote rapporte qu'une longue tranchée ouverte au pied de la gravure n'a donné aucune indication sur le procédé de polissage et l'outillage utilisé.
On rencontre encore sur le site un autre animal mythique plus petit et moins bien conservé, un bovidé à trompe associé à un archer en trait poli-miroir, qui peut passer inaperçu mais apparaît plus lisible sous certains éclairages, des bubales et des autruches.

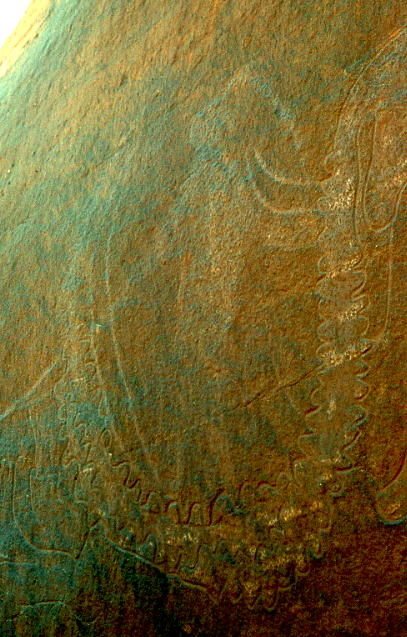
Garet et-Tâleb, l'archer

Aïn Douis (39), est situé dans le même secteur. Henri Lhote n'en donne aucune description.
Sur la même route, deux dernières stations précèdent l'embranchement pour El Abiodh Sidi Cheikh (92 km d'El-Bayadh).
Gouiret bent Saloul (40), à 5 km de cet embranchement, au nord, présente deux grands bubales, plusieurs ensembles de petites gravures, plutôt de mauvaise facture, dont un éléphant et un éléphanteau.
Paul Huard et Léone Allard-Huard y signalent « un accouplement dans lequel les deux personnages sont superposés, la femme dessous, l'gomme tenant un bouclier ».

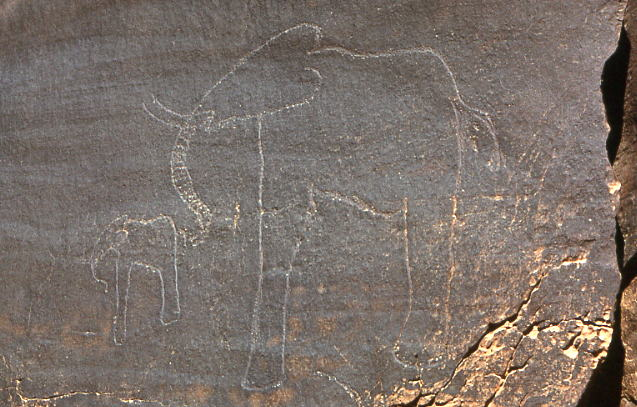
Gouiret bent Saloul, éléphants (L: 40 et 106 cm)

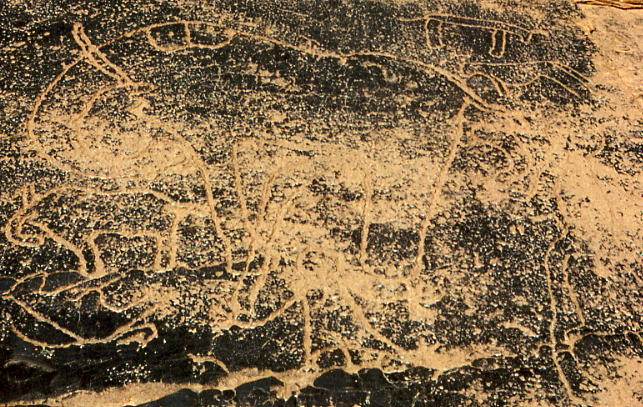
Gouiret bent Saloul, éléphants
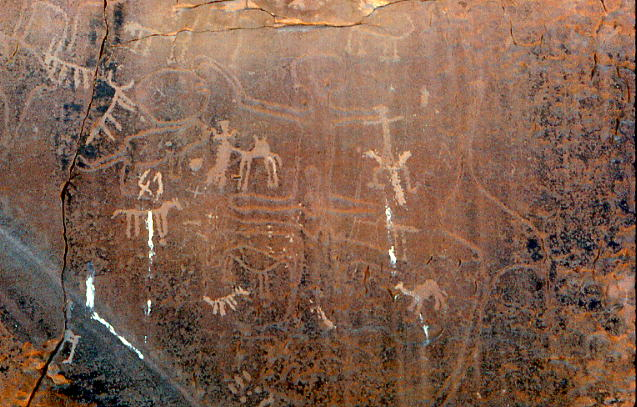
Gouiret bent Saloul, personnage à phallus et bouclier, lion et autruche
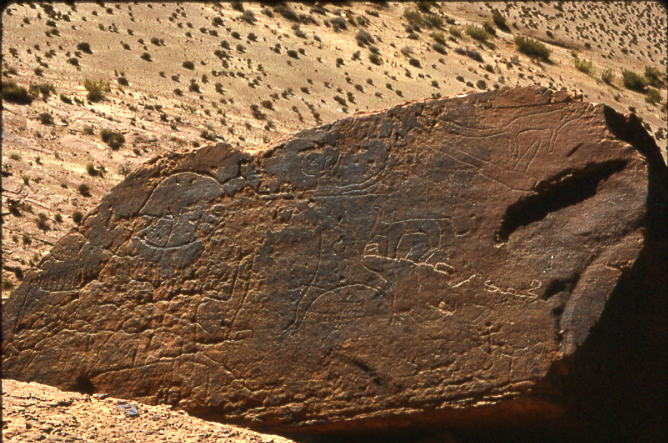
Gouiret bent Saloul, personnage à phallus et bouclier

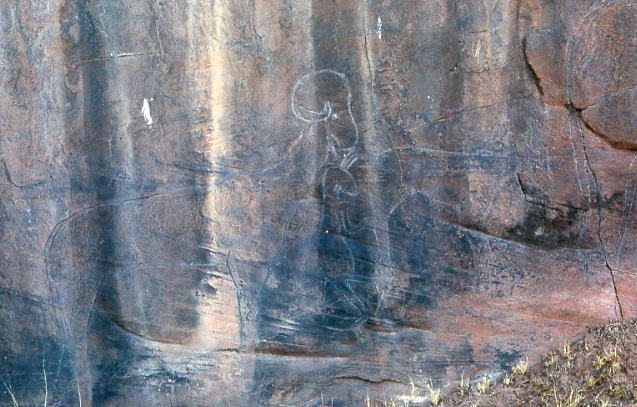
Kreloua Sidi Cheikh, bélier et petit personnage, portant un carquois

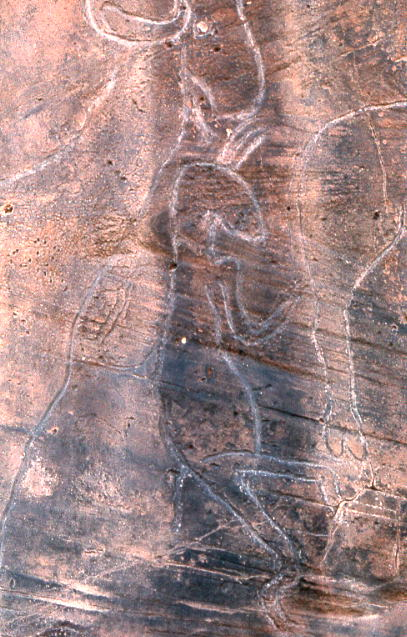
Kreloua Sidi Cheikh, petit personnage (80 cm) (détail)

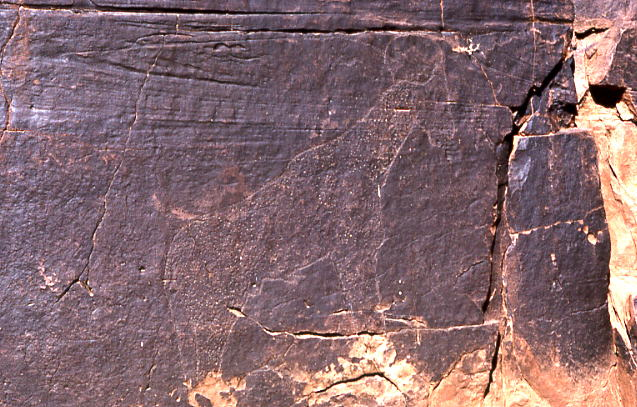
Kreloua Sidi Cheikh, bélier (L: 145 cm)

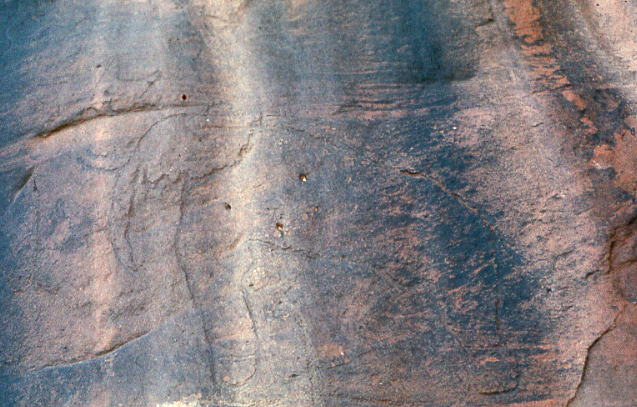
Kreloua Sidi Cheikh, éléphant (L:76 cm)

Kreloua Sidi Cheikh (41), à 1,5 km de l'embranchement, au bord de la route, est un site important où se rencontrent d'imposants bubales de plus de 2 mètres, plusieurs béliers à sphéroïde et collier ou disque avec une plume, dont l'un associé à un plus petit personnage de 80 cm, portant une sorte de carquois dans le dos, la tête surmontée de plumes, sur lequel curieusement Lhote ne revient pas dans son ouvrage, un autre personnage de 1,36 m au bras levé, maladroit dans les proportions, un éléphant de 75 cm, un « porcin », un bovin, une petite antilope de 30 cm.
Selon Paul Huard et Léone Allard-Huard « Par sa disposition, à l'abri des vues, et ses gravures anciennes mais non archaïques, Kreloua apparaît comme un haut-lieu de la culture des Chasseurs, datant d'une époque ayant connu les débuts de la domestication des moutons ».

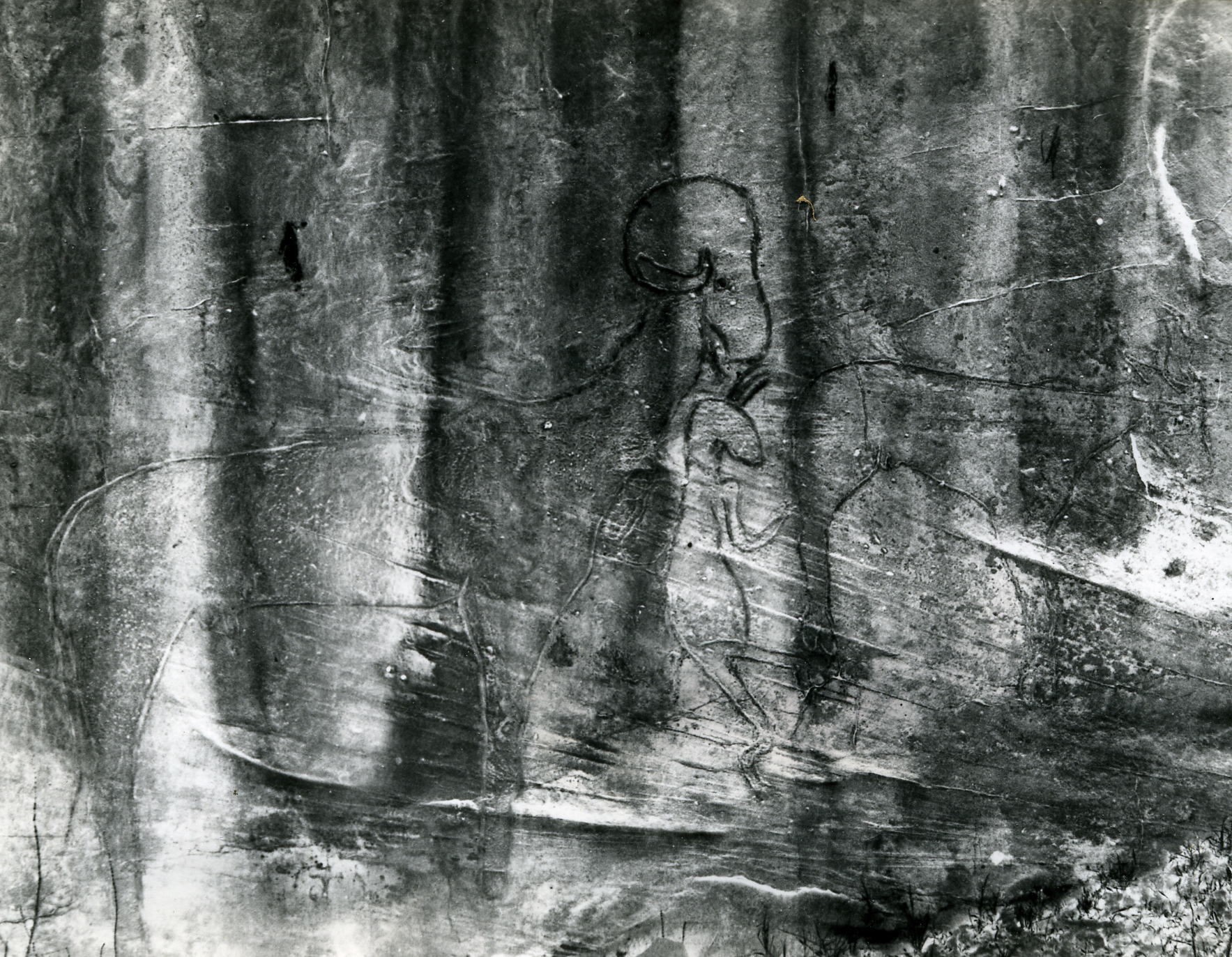
Kreloua Sidi Cheikh, bélier et petit personnage, portant un carquois, de 8O cm (négatif)
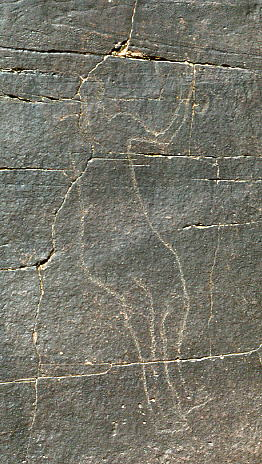
Kreloua Sidi Cheikh, figuration humaine (H: 136 cm)
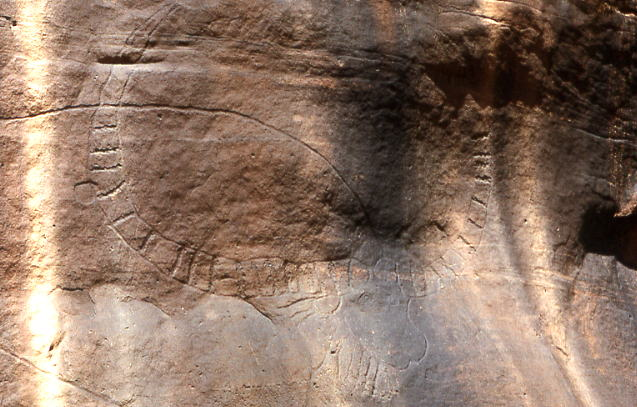
Kreloua Sidi Cheikh, bubale
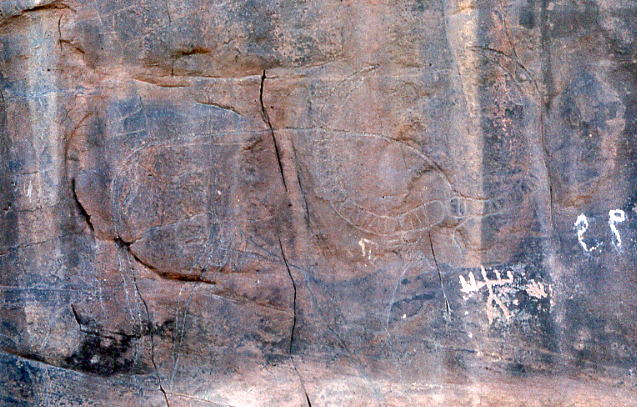
Kreloua Sidi Cheikh, bubale
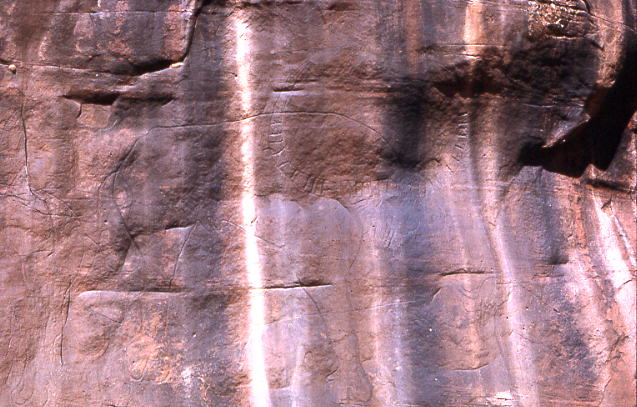
Kreloua Sidi Cheikh, bubale
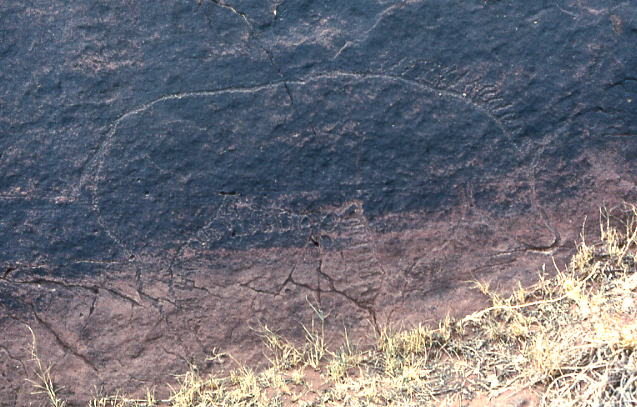
Kreloua Sidi Cheikh, porcin

Khreloua II, en face de Kreloua Sidi Cheikh de l'autre côté de la route, est un site identifié par Paul Huard et Léone Allard-Huard. Ils y décrivent notamment un éléphant, un rhinocéros (60 cm), un lion (60 cm), deux antilopes, l'arrière-train (1,20 m) et la tête (70 m de hauteur) de buffles naturalistes, l'avant-train d'un lion dans le style de Djattou (60 cm), un bovin (1 m) et un homme portant un bâton et un couvre-chef (1 m environ).
La composition la plus spectaculaire est une troupe de neuf éléphangts (de 50 cm à 1,2O m),d'un style tardif médiocre.
Sur la route Ain Sefra-El-Bayadh, de l'embranchement de la route vers El Abiodh Sidi Cheikh jusqu'à El-Bayadh (environ 92 km)

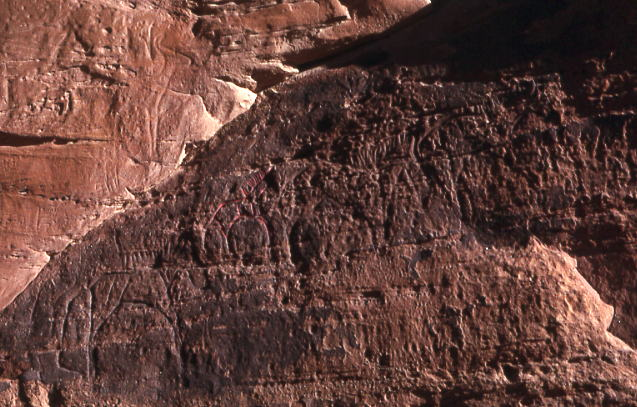
El Krima, fragment de paroi

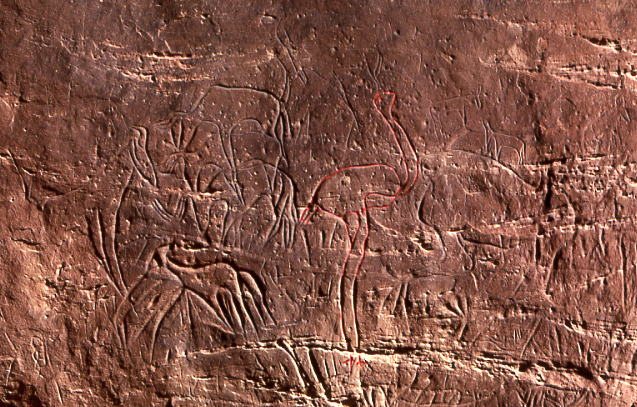
El Krima

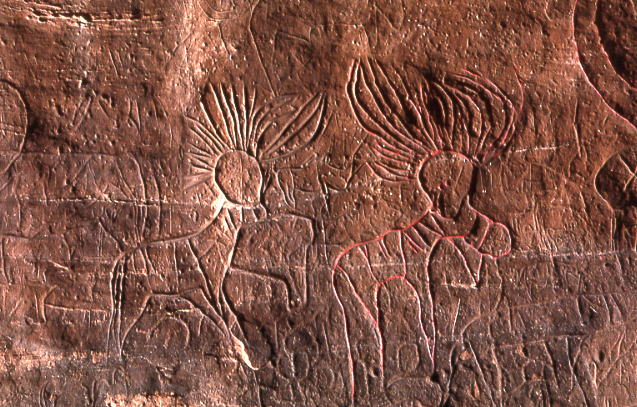
El Krima, deux béliers

Kilomètre 66 se trouve à 66 km d'El-Bayadh. Le site, décrit par Paul Huard et Léone Allard-Huard est une paroi à laquelle s'appuie une terrasse dominant un oued. La corne d'un buffle antique de 2,50 m y est touchée par une silhouette humaine, portant peut-être un cache-sexe, de 80 cm. Deux séries de gravures présentent, pour la première 6 animaux dont des équidés et une antilope, pour la seconde, plus récente, 4 autres animaux dont deux antilopes stylisées.
El Krima (42) se situe à 72 km d'El-Bayadh au sud de la route.
Les très nombreuses gravures, sur une falaise rouge, appartiennent pour quelques-unes au style bubalin de grandes dimensions, pour les autres (antilopes, autruches et équidés) au style de Tazina. La grande faune sauvage n'y est représentée que par 3 buffles, 3 rhinocéros, 3 éléphants et un lion. 
Selon Paul Huard et Léone Allard-Huard, « El Krima ne contient pas d'œuvre majeure de l'art naturaliste archaïque des Chasseurs, mais présente
certains de leurs traits culturels. (...) les deux ovins bien connus, casqués et auréolés, correspondent à un stade évolué, stylisé et déjà décadent des représentations de l'espèce ».
On y rencontre encore un petit bélier (dont Lhote ne fait pas mention) et un orant accroupi.

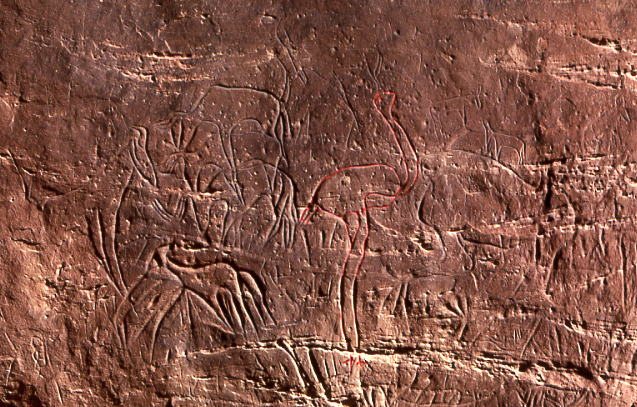
El Krima
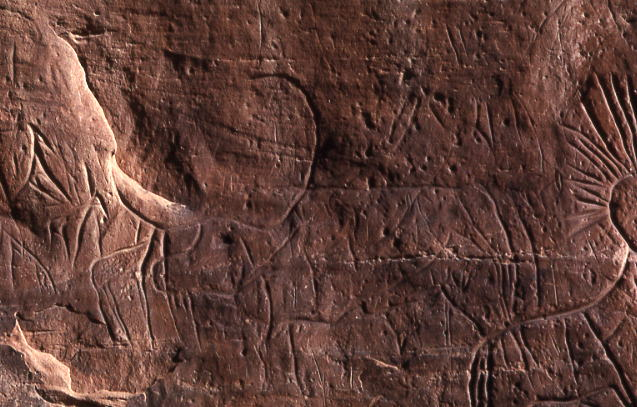
El Krima
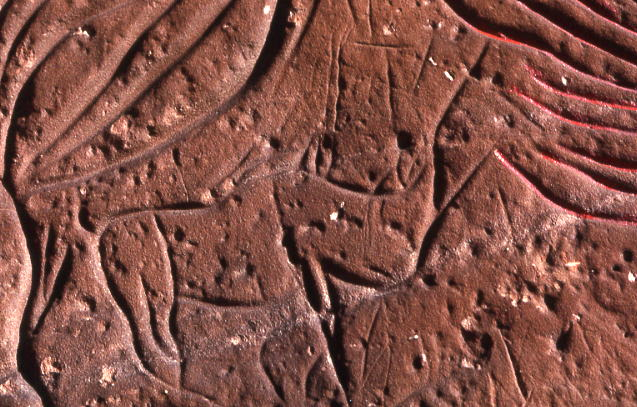
El Krima, rhinocéros
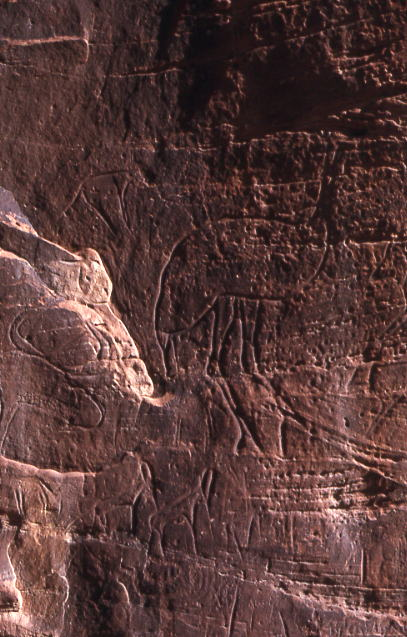
El Krima, autruche
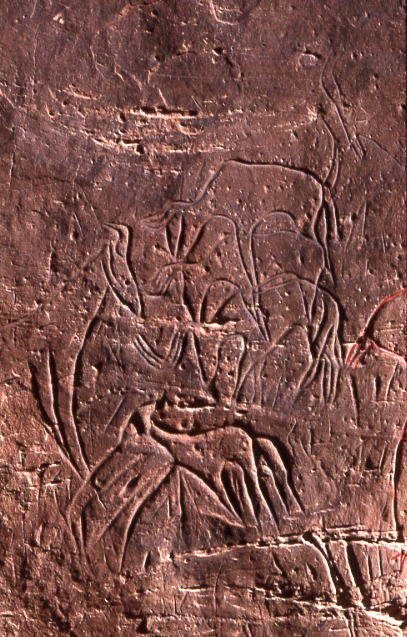
El Krima
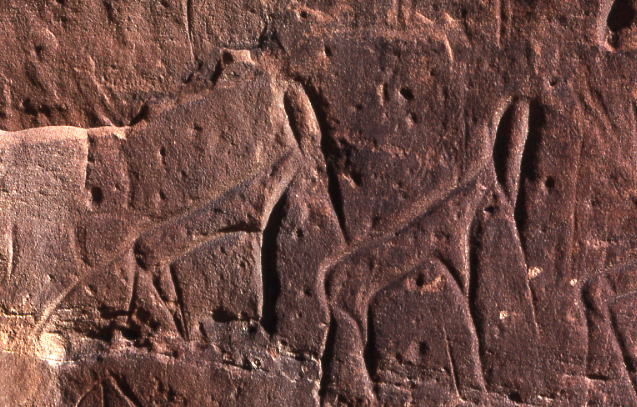
El Krima, antilopes (L: 32 et 28 cm)
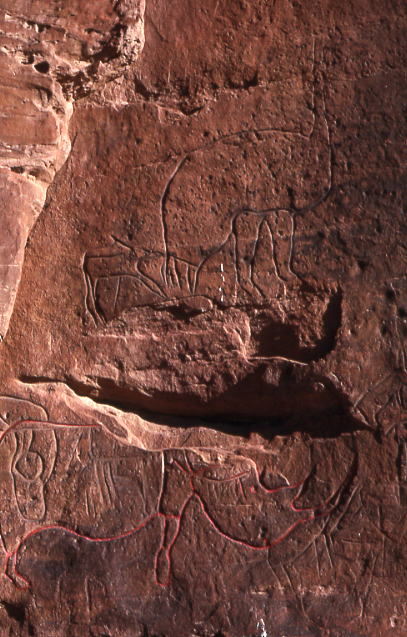
El Krima, autruche
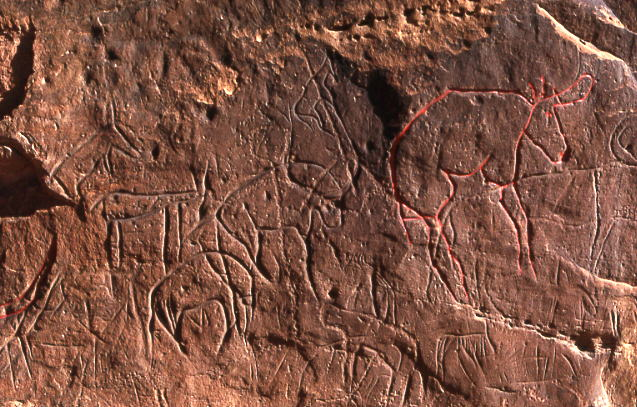
El Krima
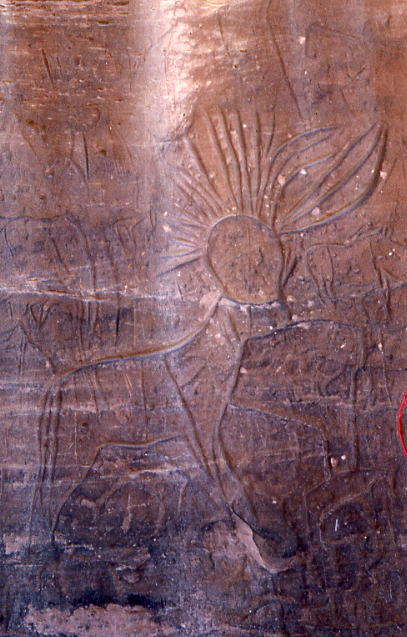
El Krima, bélier (détail)
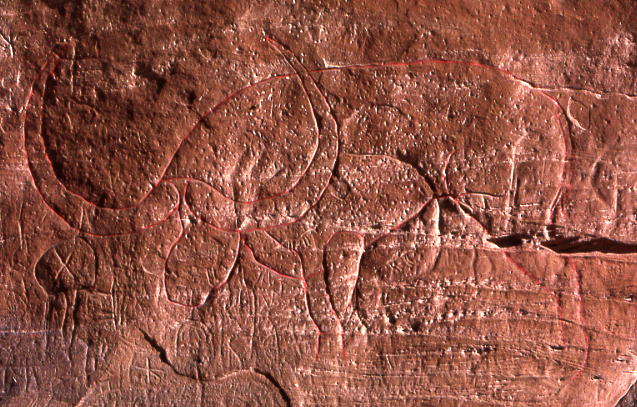
El Krima, bubale

Hassan Krima à 70 km d'El-Bayadh est signalé par Paul Huard et Léone Allard-Huard.
Quelques dizaines de kilomètres plus loin, également au sud de la route, Sidi el Hadj Ameur (43) n'est pas évoqué par Lhote.

### Au sud d'El-Bayadh
Sur la piste menant à Brézina

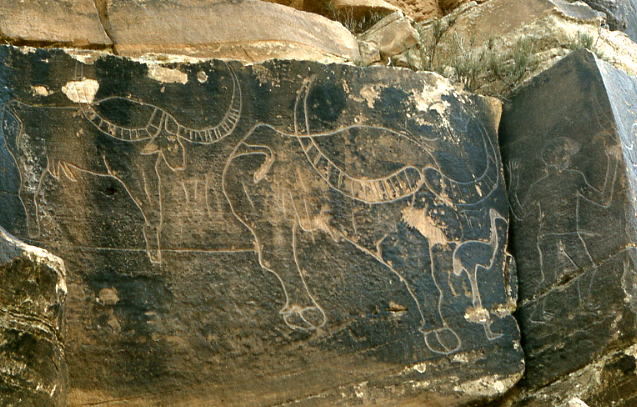
Kef Mektouba de Ksar el Hamar, bubales et « gynanthrope »

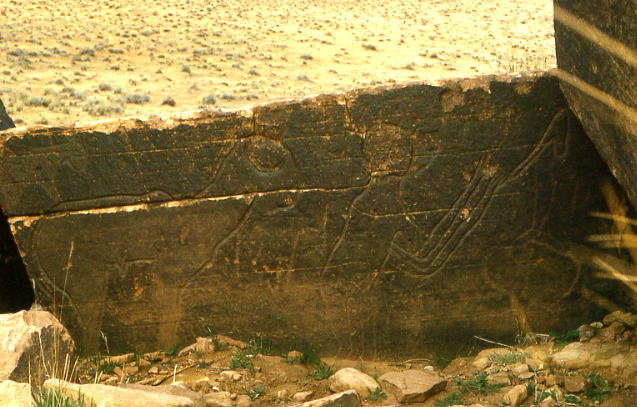
Kef Mektouba de Ksar el Hamar, homme et bélier

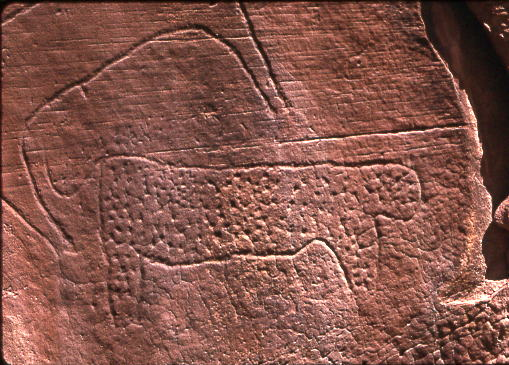
Aïn Marshal

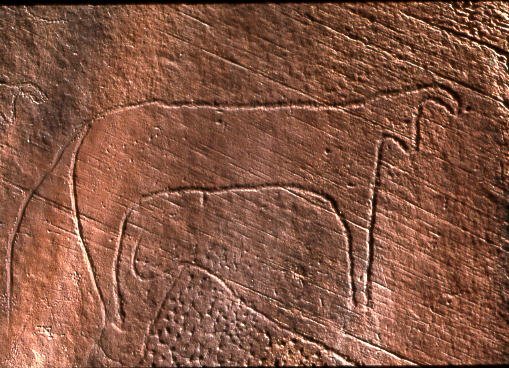
Aïn Marshal

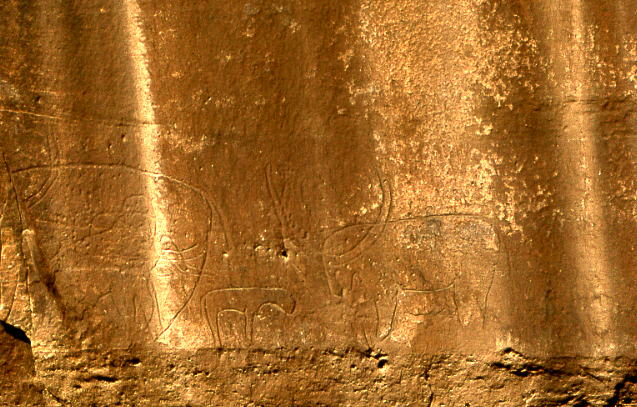
Merdoufa I, éléphant et bubales (L: 240 cm)

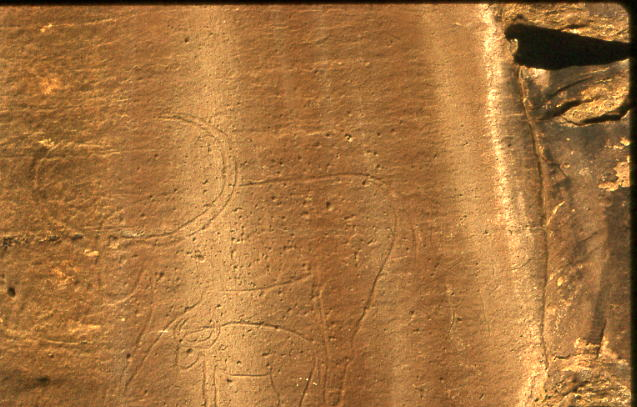
Merdoufa I, bubales (L: 160 cm)

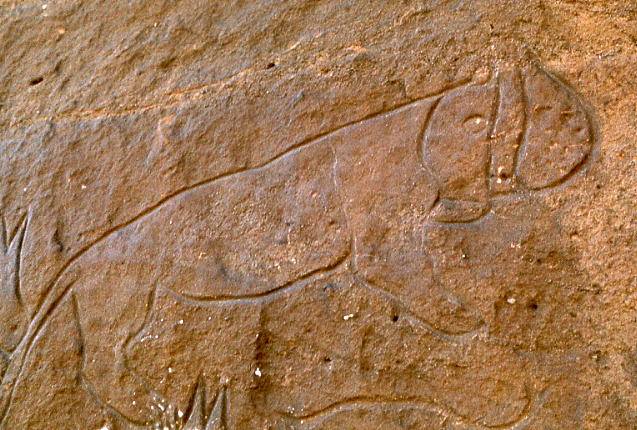
Merdoufa II, félin (L: 120 cm)

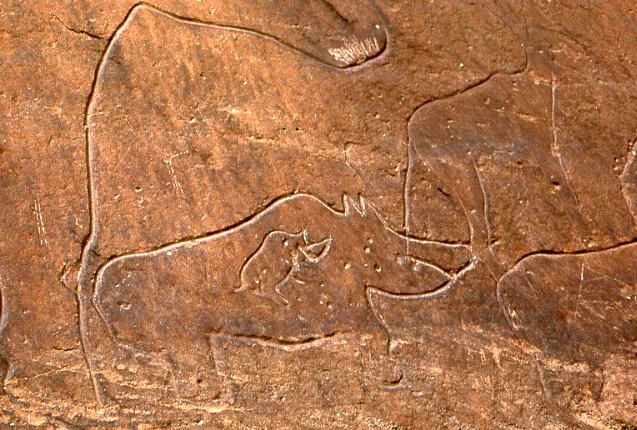
Merdoufa II, rhinocéros (L: 71 cm)

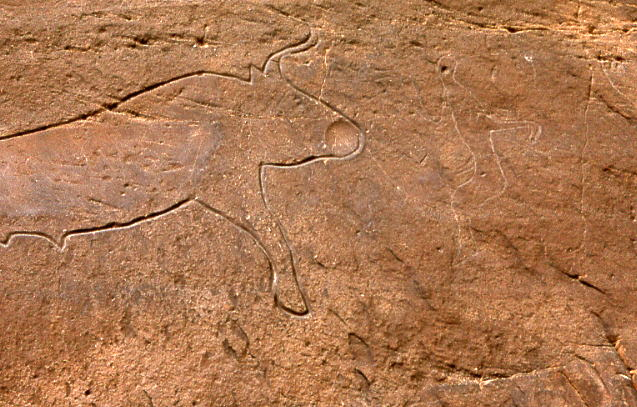
Merdoufa II, bovidé (L: 104 cm) et figuration humaine (H: 60 cm)

Kef Mektouba de Ksar el Hamar (44) est, à environ 37 km au sud d'El-Bayadh, l'un des sites les plus célèbres de la région.
On y rencontre notamment deux figurations humaines aux têtes partiellement polies, un « gynanthrope » (en fait sans nulle trace d'organe féminin) associé à deux grands bubales et un « homme à la hache » associé à un bélier.
D'autres gravures représentent un bovidé, un rhinocéros, une antilope, un fauve, une autruche.

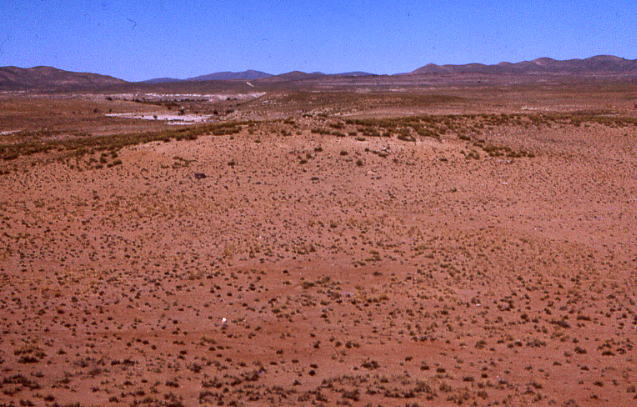
Paysage du site de Kef Mektouba de Ksar el Hamar
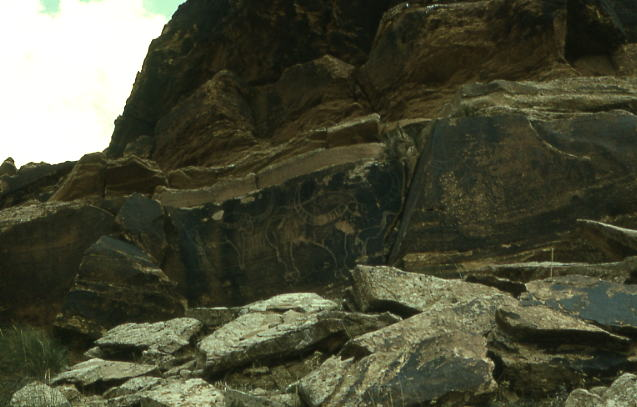
Kef Mektouba de Ksar el Hamar, bubales et « gynanthrope »
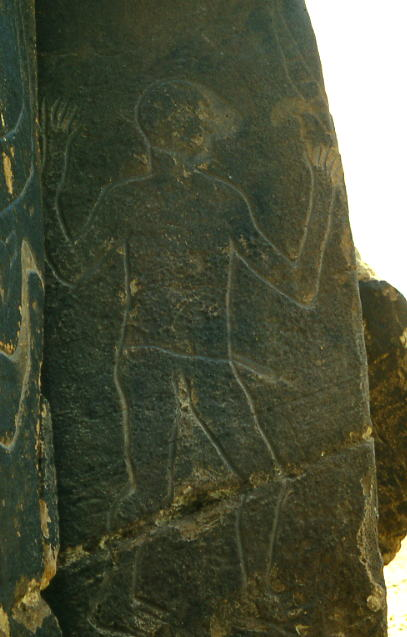
Kef Mektouba de Ksar el Hamar, le « gynanthrope »
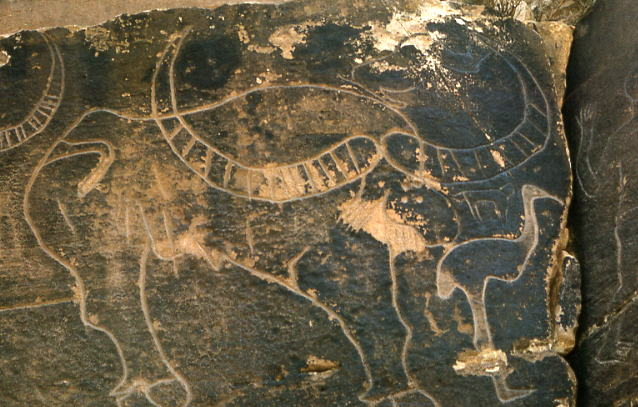
Kef Mektouba de Ksar el Hamar, bubales et « gynanthrope » (détail de droite)
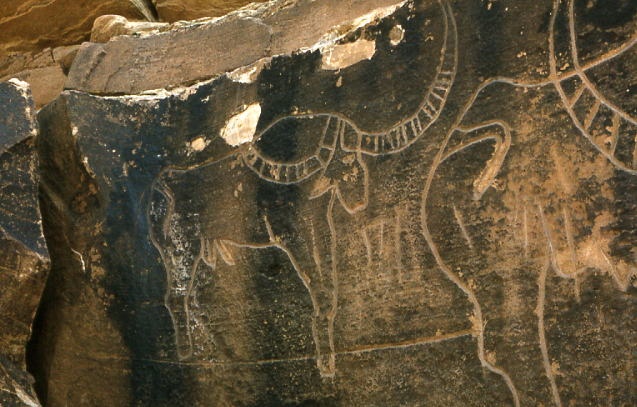
Kef Mektouba de Ksar el Hamar, bubales et « gynanthrope » (détail de gauche)
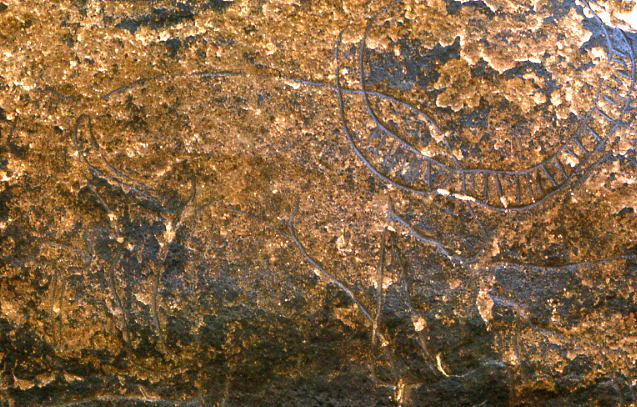
Kef Mektouba de Ksar el Hamar, Bubale
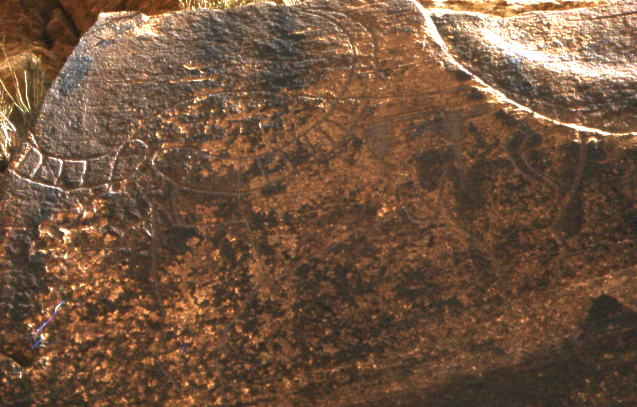
Kef Mektouba de Ksar el Hamar, Bubale
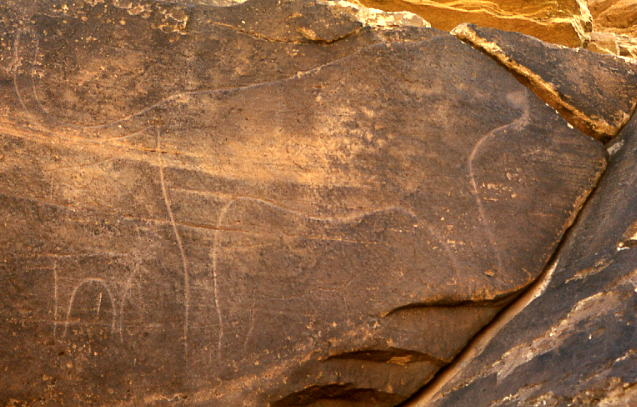
Kef Mektouba de Ksar el Hamar, Fauve
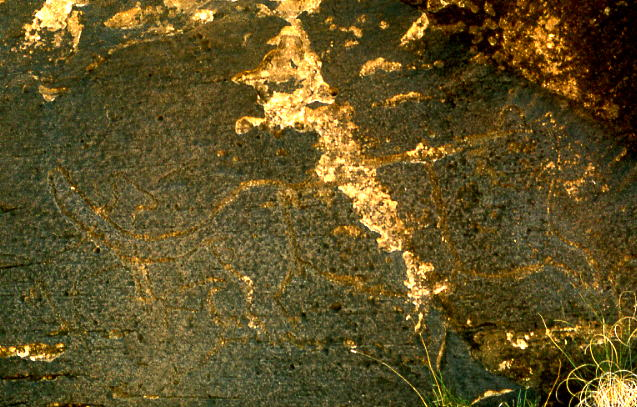
Kef Mektouba de Ksar el Hamar, Fauve
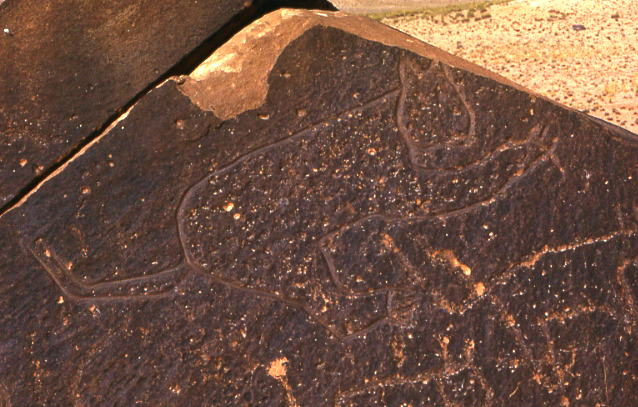
Kef Mektouba de Ksar el Hamar, Fauve
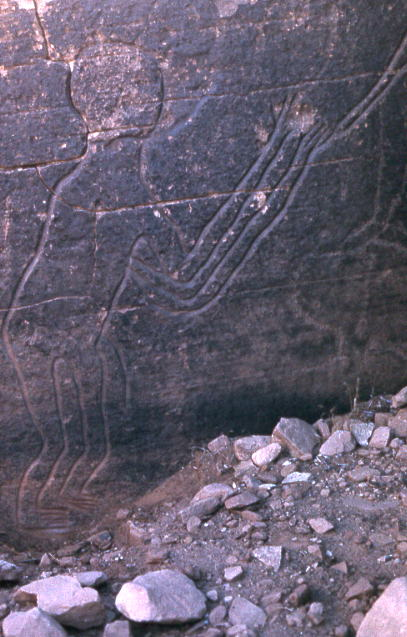
Kef Mektouba de Ksar el Hamar, figuration humaine

Mahser en-Nous (45) : on y rencontre quatre animaux dans le style de Tazina, deux bubales, un lion et un rhinocéros dans le style des grandes dimensions ainsi qu'un « animal mythique » (1,30 × 1,52 m) qui évoque la carapace d'une tortue, des lignes serpentées formant, de part en part d'une double ligne dorsale, deux dessins symétriques.
Fouaïdj Tamara (47) présente un félin et des bovidés de grandes dimensions, un bubale de qualité médiocre, des orants accroupis.
Aïn Marshal (48) : à 2 km environ à l'est du précédent, le site, composé de trois stations, se trouve en suivant la piste de Brézina (à 17 km d'El-Bayadh sur la route d'Aflou) durant 11 km, puis à 800 m à droite. Les 70 gravures sont de différentes époques, quelques-unes de l'école de grandes dimensions, la plupart dans le style de Tazina (plusieurs figurations humaines, orants, personnages avec arc et carquois, boucliers).
Hadjra Driess (49), à quelques kilomètres d'Aïn Marshal, dans un ensemble exceptionnel de cinq bubales, le premier, à gauche, mesure 2,80 m, les suivants apparaissent à mesure plus schématiques et de taille plus réduite, le dernier s'apparentant au style de Tazina. Entre les cornes du plus grand bubale il existe plusieurs personnages.
Merdoufa (50) se situe à 17 km d'El-Bayadh en direction d'Aflou.
On y accède en suivant la piste de Brézina sur 22 km, puis une piste à gauche jusqu'à deux kefs à droite.
Le site est composé de quatre groupes de gravures.
Le premier est constitué de trois grands bubales altérés de qualité médiocre.
Le deuxième rassemble sur un grand panneau de nombreuses représentations animalières (bubales, éléphant, caballins, bovidés, autruches).
Le site présente plusieurs figurations humaines, l'une aux jambes fléchies datant de l'étage bubalin, une autre, postérieure, d'un homme couché sur le dos associé à quatre félins.
Sur le troisième, « l'un des plus impressionnants ensembles » de la grande école bubaline du Sud-oranais selon Lhote, se succèdent en une frise ininterrompue de nombreux félins, des bovidés, des asiniens, des rhinocéros, un bubale, un bélier à sphéroïde, une figuration humaine.
Les gravures d'un dernier groupe sont pour la plupart décadentes et tardives.

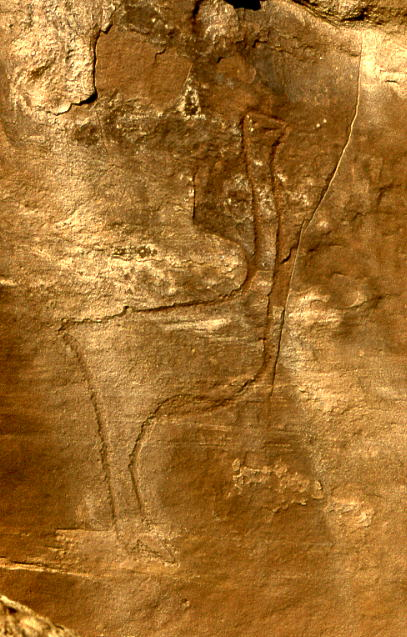
Merdoufa I, autruche (H: 92 cm)
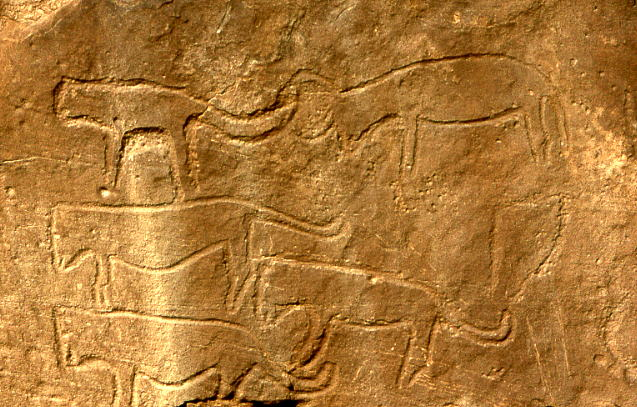
Merdoufa I, félins et bovidé
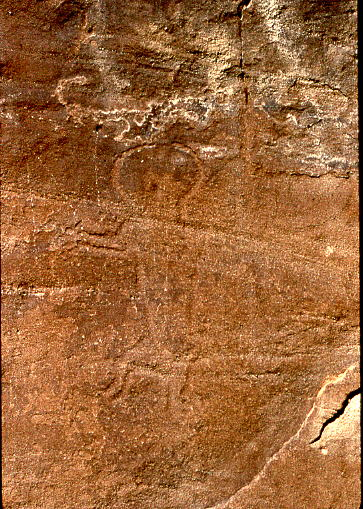
Merdoufa I, figuration humaine à phallus (H: 40 cm)
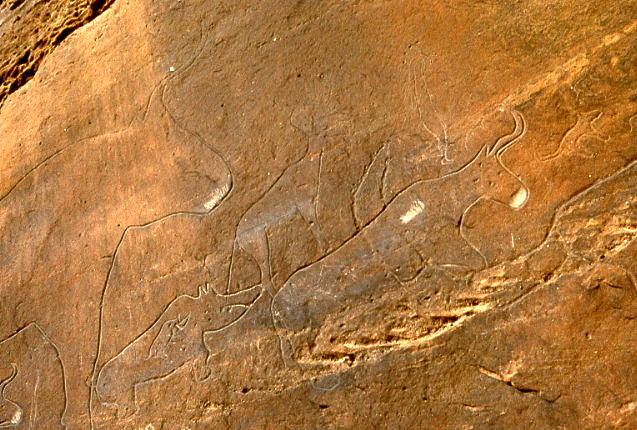
Merdoufa II, rhinocéros (L: 71 cm), bélier à sphéroïde (L: 59 cm), figuration humaine (H: 45 cm) et bovidé (L:85 cm)
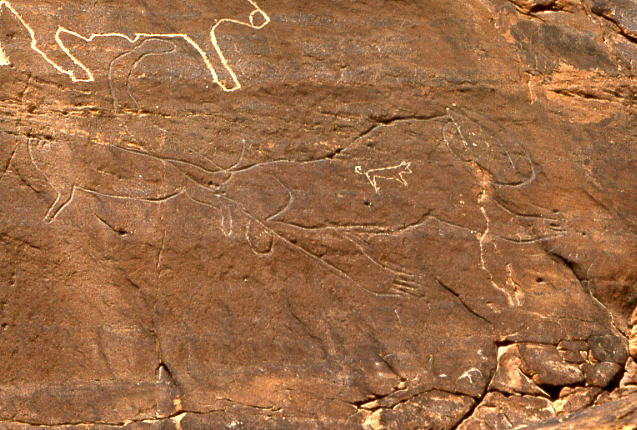
Merdoufa II, lion (L:120 cm)
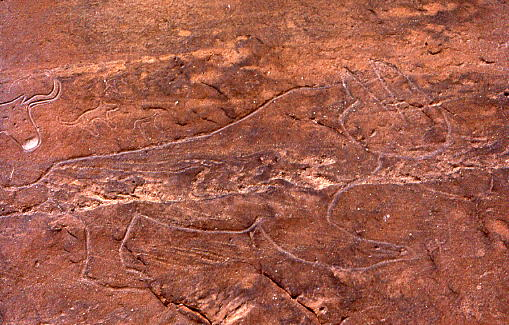
Merdoufa II, félin et deux canidés (L: 165 cm)
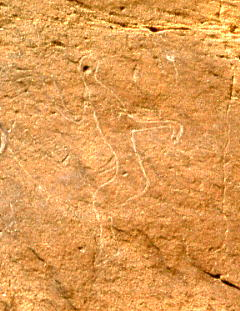
Merdoufa II, figuration humaine (H: 60 cm)
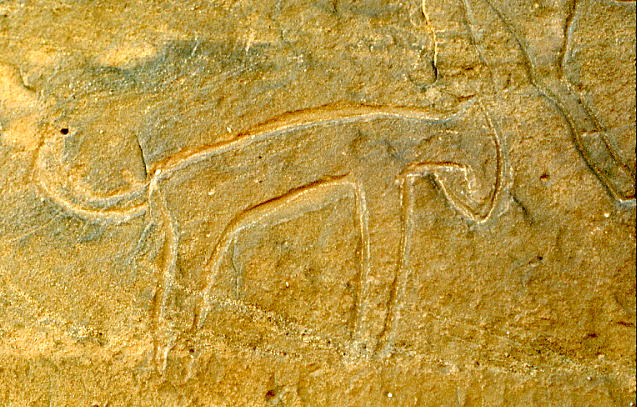
Merdoufa II
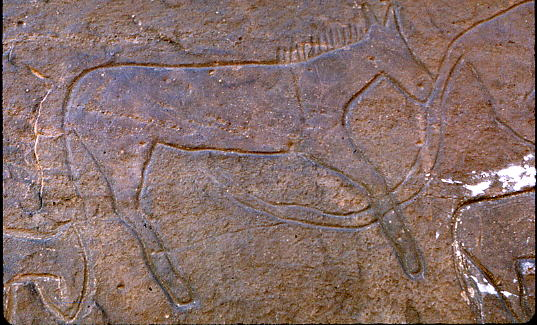
Merdoufa II, équidé (L: 54 cm)
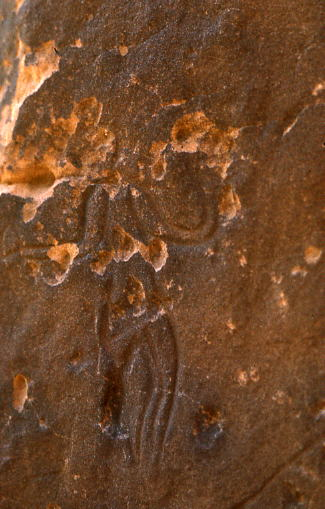
Merdoufa III, figuration humaine (H: 20 cm)
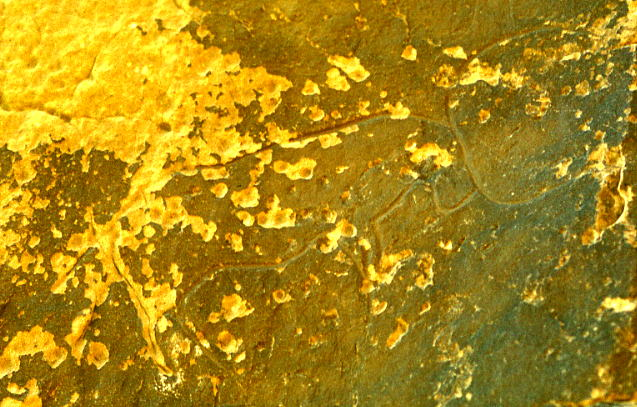
Merdoufa III (L: 50 cm)
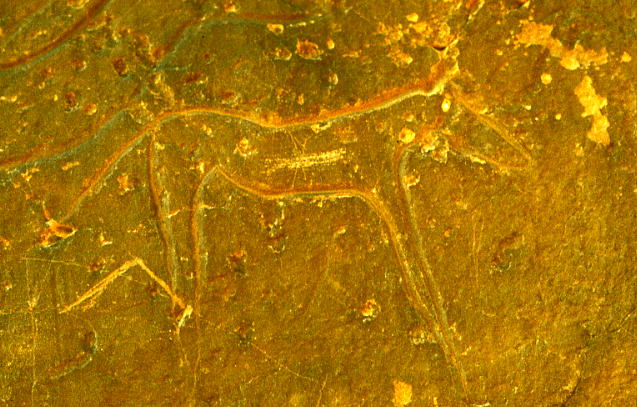
Merdoufa III
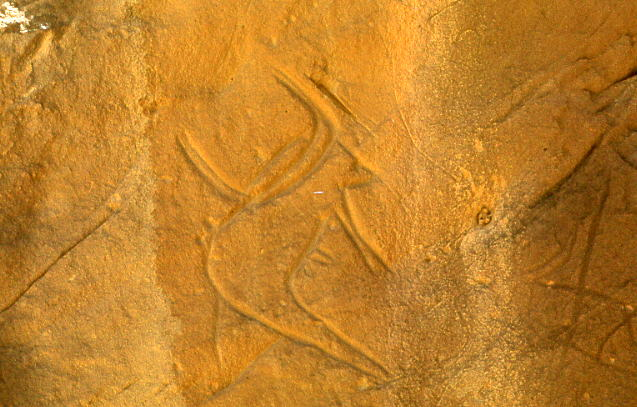
Merdoufa III (H: 50 cm)
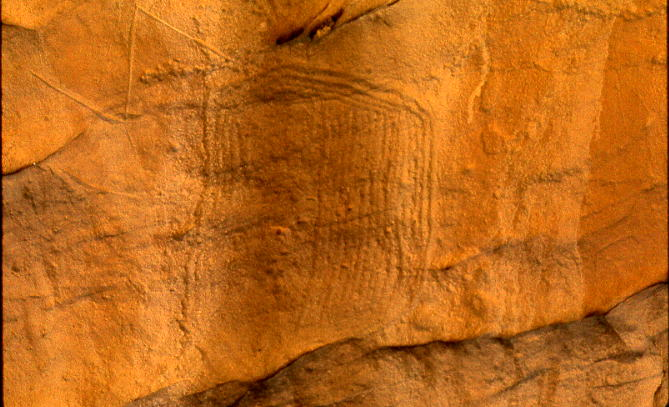
Merdoufa III

Trois dernières stations se situent aux environs de Brézina.
El Arrouya (53), à 8 km au nord, présente un équidé et un félin.
À Hadjar Berrik (54), à 2 km à l'ouest, on ne rencontre aucune figuration de style monumental mais de nombreux animaux dans le style de Tazina et un orant, dont le corps semble recouvert d'un vêtement descendant jusqu'aux pieds, associé à un bélier, ainsi que des œuvres plus tardives, chars de style schématique et contours de sandales.
La Station du Méandre (55) où la datation par le Carbone 14 de fragments de bois a été de 5850 + ou - 150 B.P. (F.-E. Roubet, dans "Lybica", tome XXIV, CRAPE, Alger, 1976, p. 161), très proche du site précédent,
Oued Chréa ou Cheria (46), nettement plus au nord-ouest, A. Raimin (52), à peu de distance à l'ouest de Merdoufa et Stitten (51), à l'est d'El-Bayadh, de l'autre côté du Djebel Ksel, ne sont pas décrites par Henri Lhote.

### À l'est d'El-Bayadh
Sur la route d'El-Bayadh à Aflou

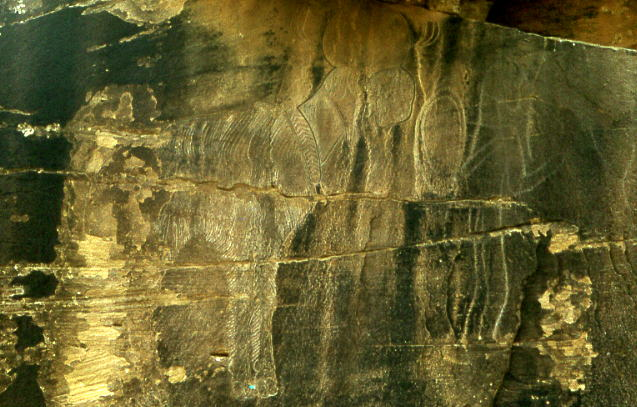
Bou Alem, ensemble principal (L: 260 cm)

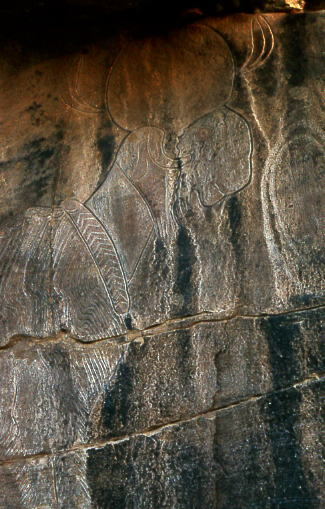
Bou Alem, le grand bélier (détail)

Henri Lhote recense trois stations, Hadjra et-Teïr (56), Moulat Kef R'Kem (57) et Bou Alem (58).
Il n'évoque que la dernière, découverte par Flamand en 1897, dont le nom, écrit-il, a été « rendu universellement célèbre par le magnifique bélier à sphéroïde, qui est l'une des plus belles gravures, sinon la plus belle de tout l'ensemble nord-africain » (p. 143). Elle se situe à 2 km au-delà de la mairie du village.
Il existe en fait sur le site cinq béliers.
Le plus grand, d'une hauteur de 1,50 m, (Ovis longipes) porte un disque agrémenté latéralement de deux feuilles (ou de plumes schématisées) et un collier. Il « représente, par la qualité de son style et surtout par celle de sa technique, qui met en valeur le détail des attributs, de l'œil, des cornes, des oreilles et des jarres, la plus belle œuvre de l'art pariétal africain ». Le bélier est associé à un homme portant un carquois et un bouclier qui lui tourne le dos. Son visage est allongé en museau et sa tête semble recouverte d'une coiffe ou d'un masque qui retombe à mi-bras. Le trait peu profond est par contre poli superficiellement.
Les quatre autres béliers dont deux casqués, situés à peu de distance, sont de plus petites dimensions et apparaissent d'une qualité inférieure. Deux antilopes se trouvent à vingt mètres en amont du grand bélier.
« Il y a peu d'autres gravures dans le secteur, si bien que l'on peut se demander si cette concentration n'était pas intentionnelle et ne répondait pas à un centre culturel ou d'initiation », observe encore l'auteur. « Bou Alem apparaît comme une station pastorale évoluée, consacrée apparemment à un culte du mouton domestique. », écrivent Paul Huard et Leone Allard-Huard.

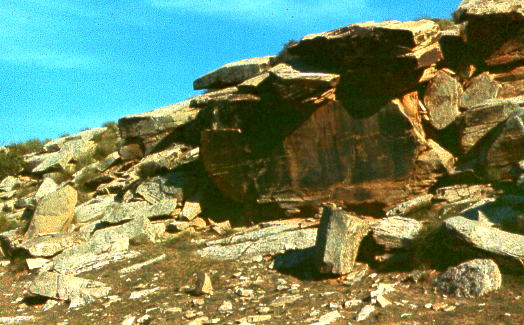
Le site de Bou Alem
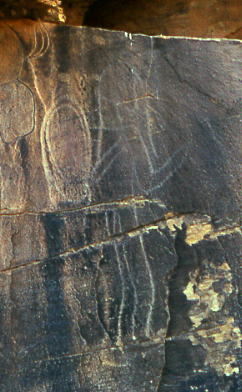
Bou Alem, figuration humaine (détail)
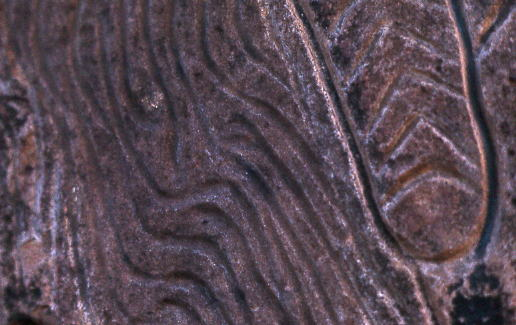
Bou Alem, le grand bélier (détail)
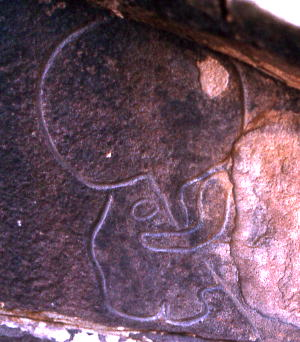
Bou Alem, autre bélier

El Ouddiane, à environ trois kilomètres à vol d'oiseau au Nord du grand bélier de Boualem, est une station de crête inédite, à l'exception de deux photographies publiées par Vaufrey, que décrivent Paul Huard et Leone Allard-Huard. Plusieurs figurations naturalistes sont de bonne qualité : deux autruches de 1,20 m de longueur, un rhinocéros de 1 m. Un éléphant de 1,50 m associé à un homme couché schématique et deux lions de 3,20 m et 2,50 m sont de médiocre qualité. Parmi les autres gravures, un zoomorphe ou homme portant un masque, des bovins, un petit éléphant et trois antilopes.